# Amberg
Amberg (Ausspracheⓘ) ist eine kreisfreie Stadt im Regierungsbezirk Oberpfalz in Ostbayern und gehört zur Metropolregion Nürnberg. Sie liegt an der Bayerischen Eisenstraße, die zwischen Pegnitz und Regensburg historische Industrie- und Kulturdenkmäler verbindet.

## Geografie

### Lage
Amberg liegt rund 60 Kilometer Luftlinie östlich von Nürnberg und 50 Kilometer nördlich von Regensburg an der Vils. Die Hochschulstadt ist das Oberzentrum der mittleren Oberpfalz und gehört zur Metropolregion Nürnberg. Das Gebiet der kreisfreien Stadt ist vollständig vom Landkreis Amberg-Sulzbach umgeben. Naturräumlich gehört Amberg zum Oberpfälzischen Hügelland, insbesondere zur Sulzbach-Amberg-Freihöls-Bodenwöhrer Kreidebucht und zur Hahnbacher Senke. Die mittelalterliche Stadtanlage ist großenteils erhalten.

### Stadtgliederung
Amberg hat 23 amtlich benannte Gemeindeteile:
- Amberg
- Atzlricht
- Bernricht
- Eglsee
- Fiederhof
- Fuchsstein
- Gailoh
- Gärbershof
- Karmensölden
- Kemnathermühl
- Kleinraigering
- Krumbach
- Lengenloh
- Luitpoldhöhe
- Neubernricht
- Neumühle
- Neuricht
- Oberammersricht
- Raigering
- Schäflohe
- Schweighof
- Speckmannshof
- Unterammersricht

## Geschichte
In Amberg wird der Königssitz des Markomannenkönigs Marbod vermutet, das antike Maroboudon.

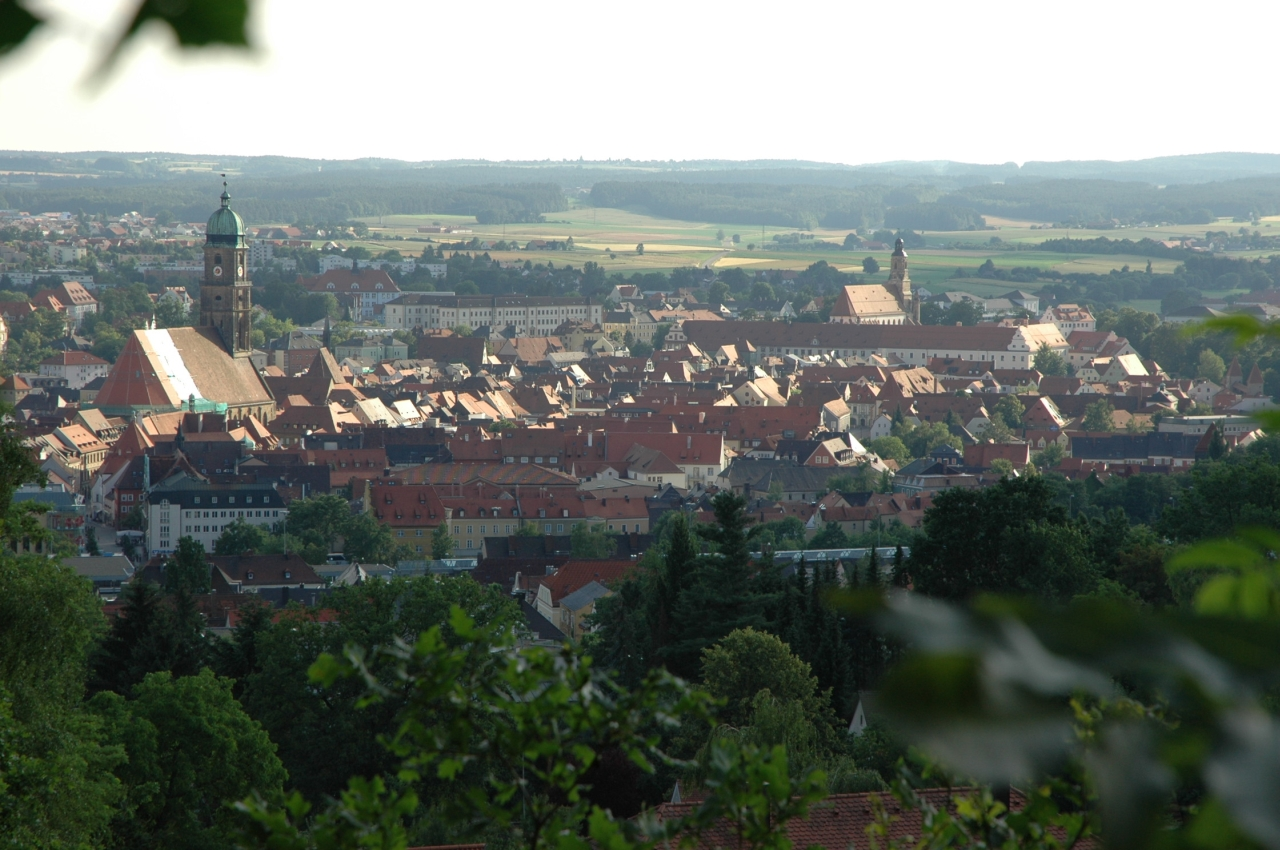
Amberg – Blick vom Mariahilfberg auf die Altstadt

Amberg wurde 1034 als „Ammenberg“ zum ersten Mal urkundlich erwähnt. In dieser auf den 24. April datierten Urkunde schenkte Kaiser Konrad II. auf Bitten seiner Gemahlin Gisela und seines Sohnes Heinrich dem Bamberger Bischof Eberhard I. und damit dem neu gegründeten Hochstift Bamberg alle Rechte, die der Kaiser und der bayerische Herzog im Ort besaßen. Der Begriff „Ammenberg“ bedeutet ‚Berg/Burg des Ammo‘. Es ist davon auszugehen, dass der Name zwischen 750 und 900 erstmals in Verwendung kam. Im Mittelalter war Amberg ein bedeutender Umschlagplatz für Eisen und Eisenerz. Zwischen dem 14. und 17. Jahrhundert war das Amberger Land eines der Zentren des Eisenerzbergbaus in der Oberpfalz. Die Verhüttung erfolgte in der Nähe. Anschließend wurde das Eisen über die Vils nach Regensburg verschifft. Auf der Rückfahrt – die Schiffe wurden von Pferden flussaufwärts getreidelt – war Salz geladen. An den Salzhandel erinnern Straßennamen wie Salzstadelplatz, Salzgasse oder Hallplatz. Von 1294 ist das erste Stadtrecht bekannt.

### Von den Staufern zu den Wittelsbachern (1269)
Ab 1269 kam der Nordgau, der zuvor Kaiser Barbarossa und seinen Nachfahren aus dem Hause der Staufer gehört hatte, unter die Herrschaft der Wittelsbacher. 1329 teilte Kaiser Ludwig der Bayer durch den Hausvertrag von Pavia die Wittelsbacher Lande auf, wobei die Kurpfalz und der Nordgau an die Nachkommen seines Bruders Rudolf fielen, die nunmehr pfälzische Linie der Wittelsbacher.

### Hauptstadt der Oberen Pfalz (1329–1621)
Wegen der großen Entfernung zur kurpfälzischen Residenzstadt Heidelberg wurde für den Landesteil in Bayern eine eigene Regierung mit einem Statthalter eingerichtet, der in Amberg residierte. Amberg wurde damit Hauptstadt der Oberen Pfalz, während die Untere Pfalz in Heidelberg administriert wurde. Ruprecht III., Pfälzer Kurfürst und ab 1400 deutscher König, teilte 1410 seine pfälzischen Erblande auf seine vier Söhne auf, wobei das Gebiet um seine Geburtsstadt Amberg sowie um Nabburg, Oberviechtach und Kemnath als Kurpräzipuum bei der Rheinpfalz verblieben und von Heidelberg aus verwaltet wurden, während die übrigen Oberpfälzer Gebiete an Johann fielen, der sie als Pfalz-Neumarkt vom Pfalzgrafenschloss Neumarkt aus regierte.
Kurze Zeit (1410–1415) war Amberg der Sitz eines romtreuen Bischofs, Hermann von Hessen, den Papst Gregor XII. für das Bistum Regensburg eingesetzt hatte. Der damalige Regensburger Oberhirte, Bischof Albert III., hielt nämlich – wie die meisten deutschen Bischöfe – den durch das Konzil von Pisa gewählten Papst Alexander V. bzw. seinen 1409 gewählten Nachfolger Johannes XXIII. für das rechtmäßige Oberhaupt der Kirche.

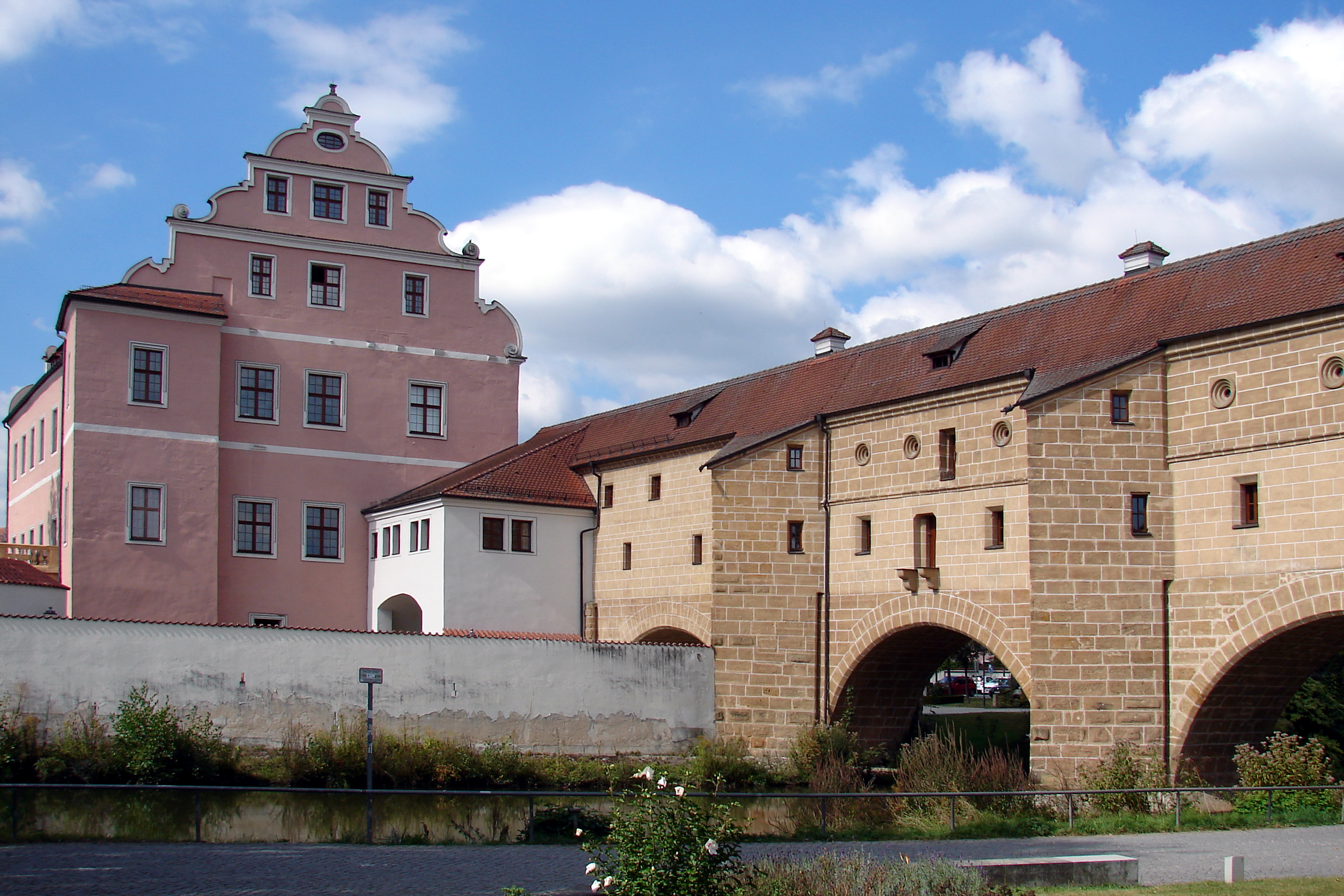
Kurfürstliches Schloss mit „Stadtbrille“

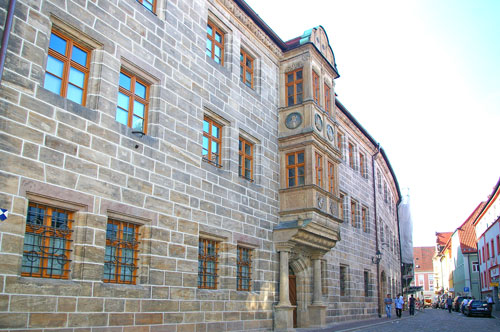
Kurfürstliche Regierungskanzlei

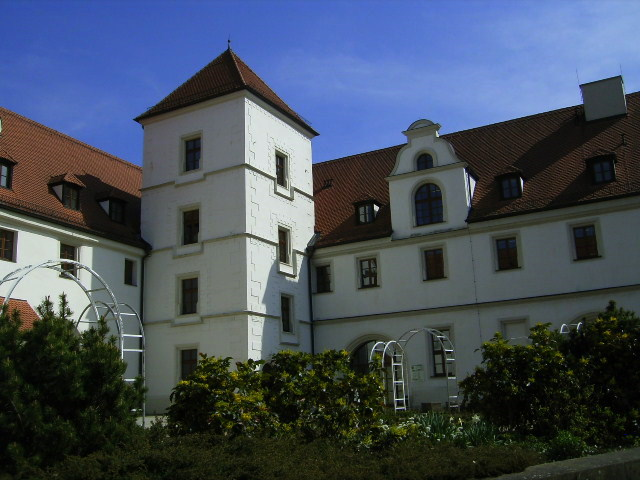
Kurfürstliches Zeughaus

1417 ließ Kurfürst Ludwig III. das Kurfürstliche Schloss erbauen. 1474 fand in Amberg, begleitet von glanzvollen Feierlichkeiten, die „Amberger Hochzeit“ zwischen Philipp, dem Sohn des pfälzischen Kurfürsten Ludwig IV., und Margarete, der Tochter des Herzogs Ludwig IX. von Bayern-Landshut, statt. Dieses Ereignis fand reichsweite Beachtung und ist, was Aufwand, Festivitäten und Teilnehmerzahl betrifft, mit der ein Jahr später veranstalteten Landshuter Hochzeit durchaus vergleichbar.
1543 brachte Kurfürst Friedrich II. die Regierung, nach vorübergehender Verlegung nach Neumarkt, wieder zurück nach Amberg, wo er in den folgenden Jahren die kurfürstliche Regierungskanzlei errichten ließ. Für ein Dreiviertel Jahrhundert erlebte Amberg wieder den Glanz einer Hofhaltung. Bis zum Tod seines Vaters Friedrich III. 1576 war der Lutheraner Ludwig VI. kurfürstlicher Statthalter in Amberg. Von 1595 bis 1620 wurde die Oberpfalz durch den pfälzischen Statthalter Fürst Christian I. von Anhalt-Bernburg regiert, der seinen Amtssitz in Amberg hatte. Die Amberger Zinnblechhandelsgesellschaft existierte von 1533 bis 1631.
Amberg, durch Eisenerzbergbau reich geworden, leistete sich ab dem 14. Jahrhundert eine gigantische Stadtbefestigung. Sie muss in der damaligen Zeit so furchteinflößend gewesen sein, dass sie bis 1703 (im Spanischen Erbfolgekrieg wurde Amberg nach mehrwöchiger Belagerung durch kaiserliche Truppen besetzt) nie ernsthaft belagert wurde. Über 100 Türme und mehrere Kilometer zweireihige Stadtmauern beschützten die Amberger. Die ganze Stadt wurde durch den stets gefüllten und aufgestauten Stadtgraben zu einer Wasserfestung. Der Bürgermeister Michael Schwaiger schrieb in seiner Chronica Amberg 1564: „Münche[n] sey die schönst, Leipzig die reichste, Amberg die festest Fürstenstad“.

### Rentamt Amberg unter bayerischer Herrschaft (1621–1802)
Während des Dreißigjährigen Kriegs fiel 1621 Amberg mit der Oberpfalz an Bayern und wurde rekatholisiert, nachdem der pfälzische Kurfürst und böhmische König Friedrich V. von der Pfalz 1620 in der Schlacht am Weißen Berg den mit Maximilian von Bayern verbündeten Habsburgern unterlegen war. 1628 wurde dann das Rentamt Amberg eingerichtet; die Stadt blieb damit Verwaltungssitz für die kurbayerischen Teile der Oberen Pfalz.
In der Folge flohen viele Protestanten in die freien Reichsstädte Nürnberg und Regensburg. Die ersten Jesuiten kamen 1621 in Begleitung der bayerischen Truppen nach Amberg, wo ihnen 1624 der Pfarrhof der St.-Georgs-Kirche zugewiesen wurde. 1626 gründeten sie dort ein Gymnasium mit Klerikalseminar, das Jesuitenkolleg Amberg, das einen ab 1665 errichteten großen Neubau bezog.
Für den Bau des Jesuitenkollegs musste 1630 das Georgentor der Stadtbefestigung abgerissen und durch das etwas weiter südlich gelegene Neutor ersetzt werden, das seinerseits 1870 abgerissen wurde.
Am 24. August 1796 wurde die Stadt einer der Mittelpunkte der Koalitionskriege. Die Schlacht bei Amberg ging in die Geschichtsbücher ein. Erzherzog Karl von Österreich besiegte das französische Heer unter General Jean-Baptiste Jourdan.

### Verlust des Regierungssitzes an Regensburg (1810)
In den Jahren 1806 bis 1808 wurde das Königreich Bayern in 15 (staatliche) Kreise eingeteilt, deren Namen sich nach Flüssen richteten. Amberg war nun Hauptstadt des „Naabkreises“. Schon 1810 wurde dieser dem Regenkreis eingegliedert; Regensburg wurde dessen Hauptstadt. 1837 ging der Regenkreis weitgehend im heutigen Regierungsbezirk Oberpfalz auf.
Im 19. Jahrhundert entstanden neue wirtschaftliche Chancen durch die Gründung der Gewehrfabrik (1801), den Anschluss an das Eisenbahnnetz (1859), die Gründung der Emailfabrik Gebrüder Baumann (1872) und den Bau des Hochofens (1882). Aufgrund des Zuzugs von Arbeitskräften, unter anderem aus dem protestantischen Oberfranken, veränderte sich die soziale Zusammensetzung der Bürgerschaft.

### NS-Zeit
In der Zeit des Nationalsozialismus bildete die Stadt gegenüber der Situation im gesamten Land keine Ausnahme. Da die Mehrheit der Bevölkerung aus praktizierenden Katholiken bestand und die katholische Kirche den nationalsozialistischen Machthabern teilweise mit Misstrauen begegnete, erzielte die NSDAP bis 1933 in Amberg zugunsten der kirchennahen BVP geringere Wahlerfolge als im Landesdurchschnitt; nach der Machtübergabe 1933 hatten die Nationalsozialisten bei Abstimmungen allerdings Zustimmungsquoten von 90 %. Gegen kirchenfeindliche Aktionen der Nazis regte sich der Widerstand der Amberger Bürger, etwa 1941 bei einer Protestdemonstration von ca. 500 Personen gegen den „Kruzifixerlass“ des Kultusministers, durch den die Kruzifixe aus den Schulen entfernt werden sollten.
Die Maßnahmen des Regimes gegen die Juden wurden vom Großteil der christlichen Einwohnerschaft ohne jeglichen Protest hingenommen. 1933 lebten in Amberg noch 64 Juden. Diese kleine jüdische Gemeinde, nur 0,2 % der Bevölkerung, wurde bis zum Mai 1943 vollständig zerschlagen: Siebzehn Amberger Juden wanderten aus, dreiundzwanzig verzogen in andere deutsche Städte, elf starben in Amberg. Die übrigen dreizehn wurden in die Ghettos Theresienstadt und Piaski bei Lublin deportiert. Am 21. März 2012 wurden 15 Stolpersteine zur Erinnerung an die während der Zeit des Nationalsozialismus verfolgten Amberger Juden verlegt.
Im Zuchthaus Amberg wurden mit dem Beginn der NS-Gewaltherrschaft politische Gegner des Regimes inhaftiert, von denen 46 dem Terror zum Opfer fielen. Auf dem Katharinenfriedhof erinnert ein Gedenkstein an 23 namentlich genannte Opfer. Dort befindet sich ein Massengrab für 300 sowjetische Kriegsgefangene sowie 293 weitere Opfer des NS-Regimes, an die mit Gedenktafeln erinnert wird.
Bei zwei Luftangriffen am 9. und am 11. April 1945 kamen 110 Menschen ums Leben. Am 22. April 1945 wurde die Stadt kampflos an die US Army übergeben.

### Neuzeit (ab 1945)
Nach 1945 stieg die Einwohnerzahl durch den Zustrom von Flüchtlingen von 32.000 auf 44.000.
Der Wohnungsmangel wurde in den 1960er Jahren durch das umfangreiche „Demonstrativ-Bauprogramm“ (Demo) im Amberger Süden entspannt.
Im August 1975 begann die Altstadtsanierung im „Sanierungsgebiet A“. Bis 2000 von „Bund, Land und Stadt“ mit mehr als 100 Millionen DM aus Städtebauförderungsmitteln unterstützt zum Erhalt der historischen Innenstadt. Am 1. Juli 1972 wurden anlässlich der Gebietsreform die Gemeinden Ammersricht, Gailoh, Karmensölden und Raigering sowie Gebietsteile der Gemeinde Traßlberg eingegliedert. 1995 nahm die Ostbayerische Technische Hochschule Amberg-Weiden (OTH) den Unterrichtsbetrieb auf. 1996 fand in Amberg die bayerische Landesgartenschau statt. Ein Highlight war 2003 die Bayerische Landesausstellung des Hauses der Bayerischen Geschichte „Der Winterkönig – Der letzte Kurfürst aus der Oberen Pfalz“ im Stadtmuseum Amberg.

### Garnison
Amberg war jahrhundertelang eine bedeutende Garnisonsstadt, seit 1716 mit Kasernen. Von 1796 bis 1806 war dort das bayerische 10. Linien-Infanterie-Regiment, danach bis 1848 das Königlich Bayerische 10. Infanterie-Regiment und von 1849 bis 1919 das Königlich Bayerische 6. Infanterie-Regiment stationiert. 1889 bezog es die neue Kaserne (spätere Kaiser-Wilhelm-Kaserne). 1914 wurde die für das Königlich Bayerische 3. Feldartillerie-Regiment vorgesehene Kaserne fertiggestellt (spätere Leopoldkaserne).
Amberg beherbergte von 1801 bis 1919 die Königlich Bayerische Gewehrfabrik, eine von vier deutschen Gewehrfabriken (auf dem Gelände der heutigen DEPRAG).
In der Zeit des Nationalsozialismus brachte die Aufrüstung der Wehrmacht einen weiteren Kasernenbau für die Artillerie (im Südwesten der Stadt bei der Sebastianskirche), die 1935 eröffnete Ritter-von-Möhl-Kaserne (Möhl-Kaserne). In dieser Zeit erhielten die beiden bereits bestehenden Kasernen die Namen Kaiser-Wilhelm-Kaserne (Infanteriekaserne) und Metzer Kaserne (ältere Artilleriekaserne). Der Flugplatz Amberg-Schafhof wurde 1938 als Gutshof getarnt eingerichtet und bis 1945 betrieben.
Nach dem Ende des Zweiten Weltkrieges 1945 gehörte Amberg zur Amerikanischen Besatzungszone. Die 7. Armee nutzte die vorhandenen Kasernen; von 1952 bis 1992 bestand der US-Stützpunkt Pond Barracks in der ehemaligen Möhl-Kaserne; aus dem Gelände wurde das zivile Wohngebiet Sebastian mit Stadtteilzentrum und dem von der Army übernommenen Blockheizkraftwerk entwickelt.
Auf dem Gelände des früheren Heeres-Nebenzeugamts der Wehrmacht wurde ab den 1950er Jahren der Stadtteil Bergsteig gebaut.
1951/54 waren in Amberg Abteilungen des Bundesgrenzschutz aufgestellt worden; aus übernommenen BGS-Beamten wurden 1956 die ersten Truppenteile der Bundeswehr gebildet.
Amberg war zunächst als Standort von Truppenteilen der 4. Panzergrenadierdivision (bzw. 4. Jägerdivision) mit dem Kommando der Panzerbrigade 12 geprägt.
In der Leopoldkaserne waren bis in die erste Jahreshälfte 2018 der Stab der Panzerbrigade 12 „Oberpfalz“, ein Feldjägerdienstkommando und eine Außenstelle der MAD-Stelle 6 stationiert.
Das Bundeswehr-Dienstleistungszentrum Amberg ist für das Gebiet der Landkreise und Städte Amberg-Sulzbach, Bayreuth, Neustadt an der Waldnaab, Weiden, Grafenwöhr, Schwandorf, Hof, Kulmbach und Kronach zuständig. Es bleibt über das Jahr 2018 hinaus mit Soldaten und Zivilbeschäftigten in Amberg bestehen. Amberg ist Dienstsitz des Kreisverbindungskommandos zur Stadt Amberg und des Kreisverbindungskommandos zum Landkreis Amberg-Sulzbach.
Die Schweppermannkaserne mit dem Standortübungsplatz Freihöls, in der das Logistikbataillon 472 stationiert ist, liegt in der Nachbargemeinde Kümmersbruck.
Gelände und Gebäude des bis 2007 bestehenden Bundeswehrkrankenhauses (Lazarett) werden jetzt für Wohnungen und Gewerbe verwendet. Ein Gebäude wird von der Bundeswehr für das Standort-Sanitätszentrum genutzt. Bis zum Jahr 2017 war die Tagesklinik sowie die Institutsambulanz für Kinder- und Jugendpsychiatrie Amberg dort untergebracht.
Seit dem Jahr 2018 ist das neu gegründete Bayerische Landesamt für Pflege dort eingerichtet worden.
Das Areal der früheren Kaiser-Wilhelm-Kaserne (KWK) bildet seit 1995 vor allem den Campus der Ostbayerischen Technischen Hochschule Amberg – Weiden und wird auch von der Amberger Abteilung Technik und dem Technologietransfer-Zentrum genutzt.

## Bevölkerung

### Einwohnerentwicklung
Die folgende Übersicht zeigt die Einwohnerzahlen (Hauptwohnsitze) nach dem jeweiligen Gebietsstand.
| Jahr | Einwohner |
| ---- | --------- |
| 1400 | 2.720     |
| 1450 | 2.980     |
| 1500 | 3.180     |
| 1550 | 3.730     |
| 1600 | 4.280     |
| 1630 | 4.910     |
| 1648 | 3.274     |
| 1700 | 3.720     |
| 1713 | 1.900     |
| 1750 | 4.537     |
| 1800 | 5.763     |

| Jahr | Einwohner |
| ---- | --------- |
| 1840 | 11.793    |
| 1859 | 12.312    |
| 1871 | 13.005    |
| 1880 | 14.583    |
| 1890 | 19.126    |
| 1900 | 22.039    |
| 1910 | 25.242    |
| 1919 | 26.009    |
| 1925 | 28.387    |
| 1939 | 31.775    |
| 1946 | 36.795    |

| Jahr | Einwohner |
| ---- | --------- |
| 1950 | 37.920    |
| 1960 | 41.849    |
| 1970 | 41.345    |
| 1980 | 44.264    |
| 1990 | 43.111    |
| 2000 | 43.794    |
| 2010 | 43.755    |
| 2014 | 41.535    |
| 2016 | 42.348    |
| 2017 | 42.248    |
| 2020 | 42.982    |

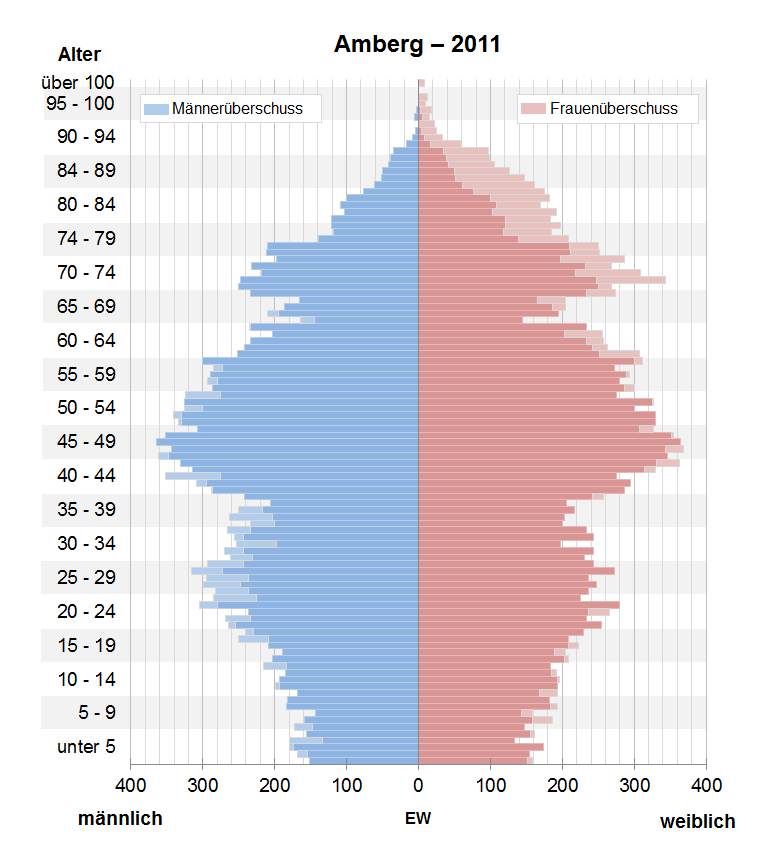
Bevölkerungspyramide für Amberg (Datenquelle: Zensus 2011.)

In einer Veröffentlichung von 2011 prognostizierte das Bayrische Landesamt für Statistik und Datenverarbeitung eine Bevölkerungszahl von 40.900 für das Jahr 2030.

### Religionen und Glaubensgruppen
- Das Stadtgebiet gehört zum römisch-katholischen Dekanat Amberg-Sulzbach innerhalb des Bistums Regensburg.[25] Mit der Pfarrkirche St. Martin befindet sich eine Basilica minor direkt am Marktplatz der Stadt. Neben der Pfarrgemeinde St. Martin befinden sich im Stadtgebiet die Pfarrgemeinden St. Georg, Hl. Dreifaltigkeit und Hl. Familie, St. Michael, St. Konrad sowie St. Josef für Raigering-Aschach.
- Die drei im Stadtgebiet angesiedelten Kirchengemeinden Paulaner mit der in der historischen Altstadt gelegenen Paulanerkirche Amberg, Erlöser und Auferstehung, gehören zum evangelisch-lutherischen Dekanatsbezirk Sulzbach-Rosenberg; der zuständige Regionalbischof hat seinen Dienstsitz in Regensburg.
- Das Christliche Zentrum Amberg CZA.[26]
- Die russisch-orthodoxe Kirche nutzt die Kapelle Hl. Peter und Paul im Stadtteil Bergsteig.
- In Amberg gibt es eine neuapostolische Kirche, die sich in der Nähe der Feuerwehr Amberg befindet.
- Eine Gemeinde der Siebenten-Tags-Adventisten hat ihren Sitz in der Nähe des Klinikums.
- Die Amberger Zeugen Jehovas nutzen einen Königreichssaal im nicht mehr zum Stadtgebiet gehörenden Vorort Kümmersbruck.
- Die Freie Christliche Gemeinde Amberg hat ihr Gemeindehaus im Industriegebiet Süd.
- Die Synagoge der Israelitischen Kultusgemeinde Amberg besteht seit 1896.
- Der DITIB Türkisch Islamische Kultur Verein e. V. unterhält eine Moschee.
- Die Jesidische Gemeinschaft Amberg hat 150 Mitglieder.

## Politik

### Stadtrat
Der Stadtrat ist die kommunale Volksvertretung der Stadt Amberg. Über die Vergabe der 40 Sitze entscheiden die Bürger alle sechs Jahre. Die letzte Wahl fand am 15. März 2020 statt. Deren Ergebnis wird in den Diagrammen wiedergegeben.
- SPD: 5
- Grüne: 5
- AB: 2
- FDP: 1
- FW: 3
- ÖDP: 3
- DIE LISTE: 4
- CSU: 17

### Oberbürgermeister
| - 1866–1892: Vincent König - 1892–1907: Josef Heldmann - 1907–1913: Georg Schön - 1913–1933: Eduard Klug, BVP - 1933–0000: Otto Saugel (kommissarisch) - 1933–1945: Josef Filbig, NSDAP - 1945–1946: Christian Endemann, SPD - 1946–0000: Eduard Klug | - 1946–0000: Christian Endemann, SPD - 1946–1952: Michael Lotter, CSU - 1952–1958: Josef Filbig, DG - 1958–1970: Wolf Steininger, CSU - 1970–1990: Franz Prechtl, CSU - 1990–2014: Wolfgang Dandorfer, CSU - 2014–0000: Michael Cerny, CSU |

Michael Cerny wurde bei der Kommunalwahl am 15. März 2020 im ersten Wahlgang mit 56,4 Prozent der Wählerstimmen bei vier Gegenkandidaten im Amt bestätigt. Als 2. Bürgermeister wurde Martin J. Preuß (CSU), als 3. Bürgermeister Franz Badura (ÖDP) gewählt.

### Städtepartnerschaften
Amberg unterhält Partnerschaften mit folgenden Städten und Gemeinden:
- Bad Bergzabern, Rheinland-Pfalz, Deutschland
- Bystrzyca Kłodzka, Niederschlesien, Polen
- Desenzano del Garda, Lombardei, Italien
- Freiberg, Sachsen, Deutschland
- Geretsried, Bayern, Deutschland
- Kranj, Oberkrain, Slowenien
- Périgueux, Aquitanien, Frankreich
- Schnaittenbach, Bayern, Deutschland
- Siilinjärvi, Nord-Savo, Finnland
- Trikala, Thessalien, Griechenland
- Ústí nad Orlicí, Pardubický kraj, Tschechien
- Épernon, Centre-Val de Loire, Frankreich

### Patenschaft
- Die Stadt Amberg übernahm 1954 die Patenschaft für die auf Grund der Beneš-Dekrete aus ihrer Heimat vertriebenen deutschen Bewohner des Kreises und der Stadt Eger in Böhmen.

### Wappen
| Wappen der kreisfreien Stadt Amberg | Blasonierung: „Geteilt von Schwarz und Silber, oben ein aus der Teilungslinie wachsender, rotbekrönter und rotbewehrter, goldener Löwe, unten schräg blau geweckt.“       |
| Wappen der kreisfreien Stadt Amberg | Wappenbegründung: Der Pfälzer Löwe steht für die frühere Zugehörigkeit der Stadt zur Kurpfalz bzw. zur Oberpfalz, die (weiß-blauen) bayerischen Wecken für die zu Bayern. |

### Solare Baupflicht
Am 16. Dezember 2019 beschloss der Stadtrat von Amberg einstimmig eine Solare Baupflicht: „In Zukunft ist in allen Bebauungsplänen eine Verpflichtung für PV- und Solarthermieanlagen einzuführen. In begründeten Ausnahmefällen, wie beispielsweise in der Altstadt oder aus Gründen des Landschaftsbildes, kann hiervon abgewichen werden.“

## Bauwerke

### Historische profane Bauten

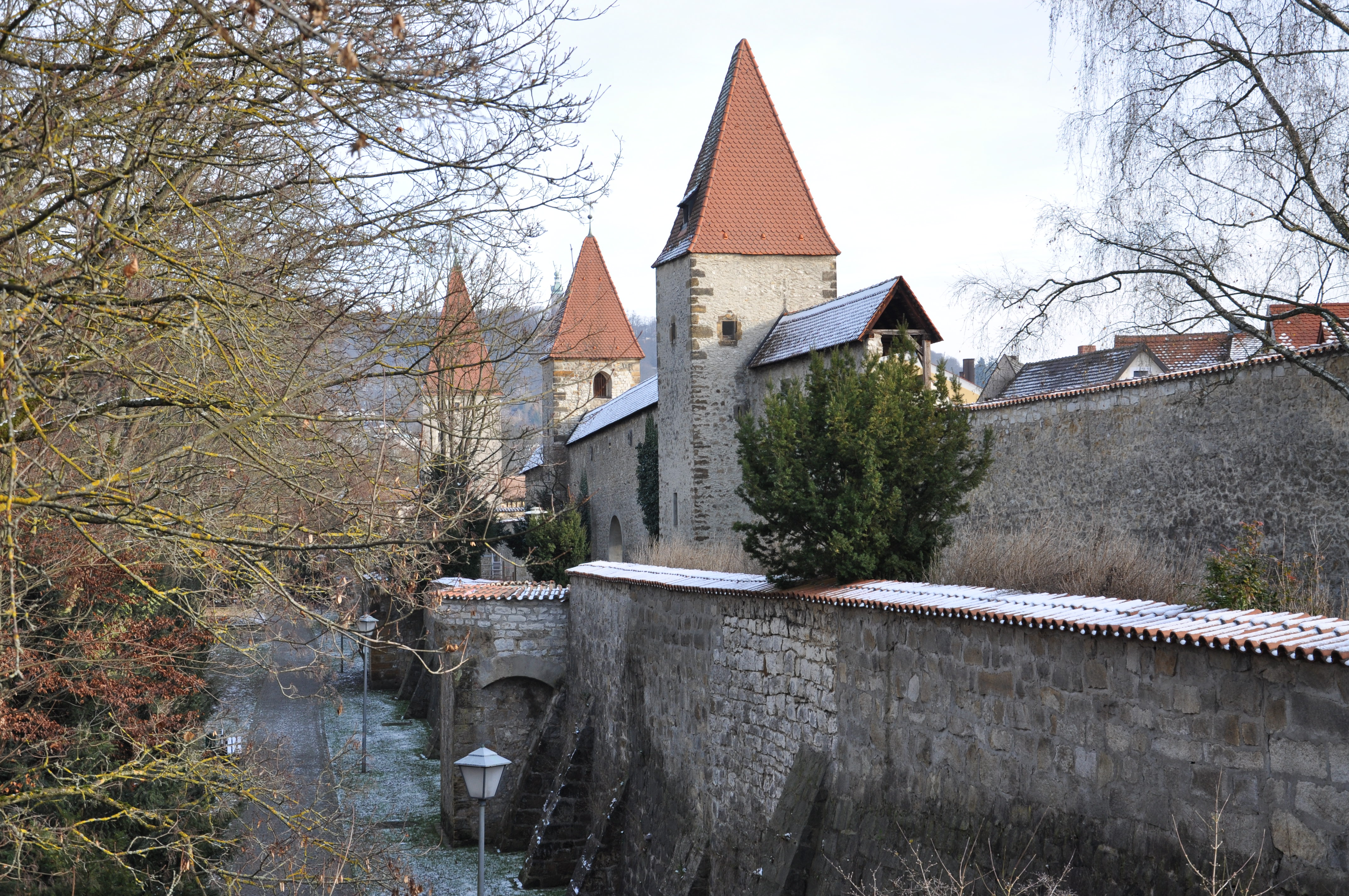
Stadtmauer mit Stadtgraben

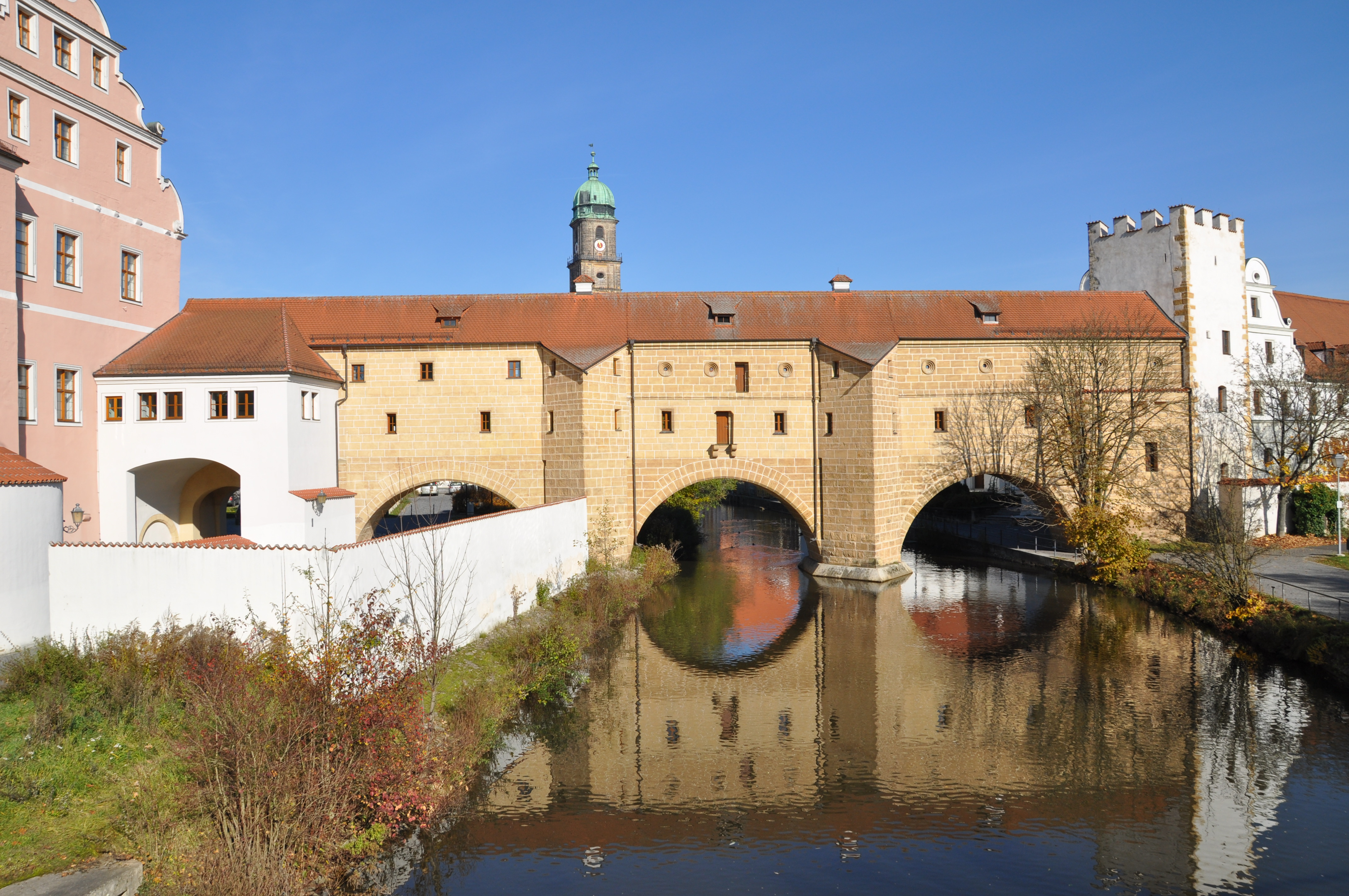
Die Stadtbrille, das Wahrzeichen von Amberg. Der dritte Bogen links wurde erst vor wenigen Jahren „wiederentdeckt“. Links grenzt das kurfürstl. Schloss an, rechts das Zeughaus.

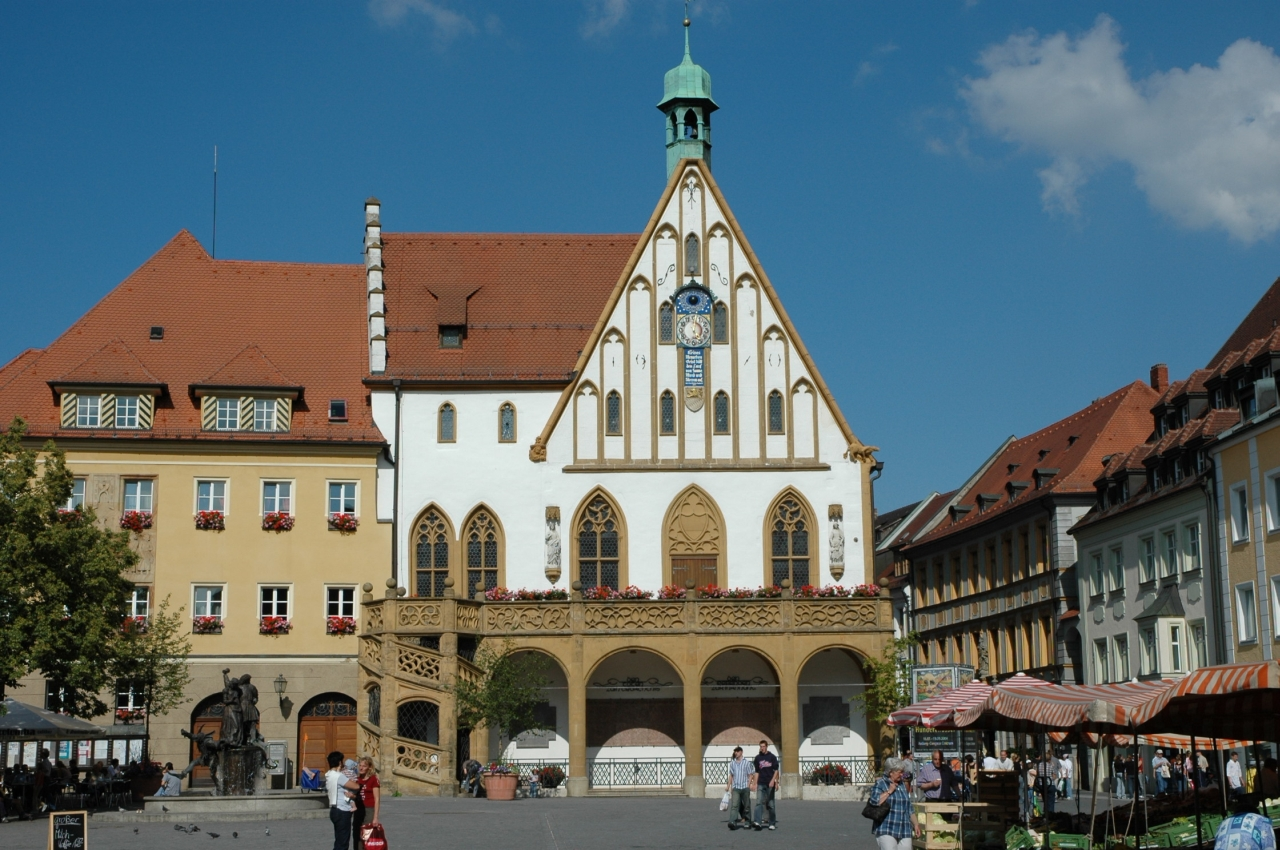
Marktplatz mit gotischem Rathaus

- Die Altstadt ist umgeben von einer fast vollkommen erhaltenen mittelalterlichen Ringmauer mit heute vier Toren: Nabburger Tor, Ziegeltor, Vilstor und Wingershofer Tor.
- Eine Besonderheit stellt die so genannte Stadtbrille dar, ein fünftes Tor über den Fluss Vils. In zwei Bögen überspannt die mittelalterliche Stadtmauer den Fluss; einer der Pfeiler steht im Wasser, so dass sich die zwei Bögen mit ihrer Spiegelung im Wasser zu zwei nebeneinander stehenden Kreisen ergänzen, was zum Namen führte. Der durch eine Schanzmauer verdeckte, jedoch lange Zeit vermauerte dritte Bogen auf festem Grund wurde wieder geöffnet und so der Originalzustand hergestellt. Dies wurde von vielen Ambergern zunächst als „Zerstörung“ der typischen, nur zweibögigen „Brille“ empfunden.
- Gotisches Rathaus.
- Das Kurfürstliche Schloss war der Regierungssitz der Pfalzgrafen. Kurfürst Ludwig III. ließ es 1417 erbauen. Kurfürst Friedrich I. wandelte es in eine Zwingburg um. Heute wird der Gebäudekomplex als Landratsamt genutzt.
- Ehemaliges kurfürstliches Zeughaus.
- Ehemalige kurfürstliche Regierungskanzlei, Renaissancebau mit sehenswertem Erker.
- Alte Veste, im Kern gotischer Bau und erster kurfürstlicher Hof.
- „Klösterl“, gotischer Bau und Teil der früheren kurfürstlichen Residenz.
- Mit dem historischen „Eh’häusl“ besitzt Amberg eines der kleinsten Hotels der Welt.
- Fronfeste: Herrschaftliches Gefängnis der Hoch- bzw. Blutgerichtsbarkeit für „Malefizverbrecher“. Erbaut 1763–1767. Dort auch Folter und Hinrichtungen (1854–1935). Zu den Insassen gehörte etwa der Schriftsteller Oskar Panizza. Dort erfolgten auch Inhaftierungen während des Dritten Reichs. Bis Ende der 1950er Jahre war es als Gefängnis in Betrieb. Seit 2013 ist es ein denkmalgeschütztes Hotel, das zahlreiche Auszeichnungen erhielt.[37] Bild der Fronfeste 2007 vor Renovierung

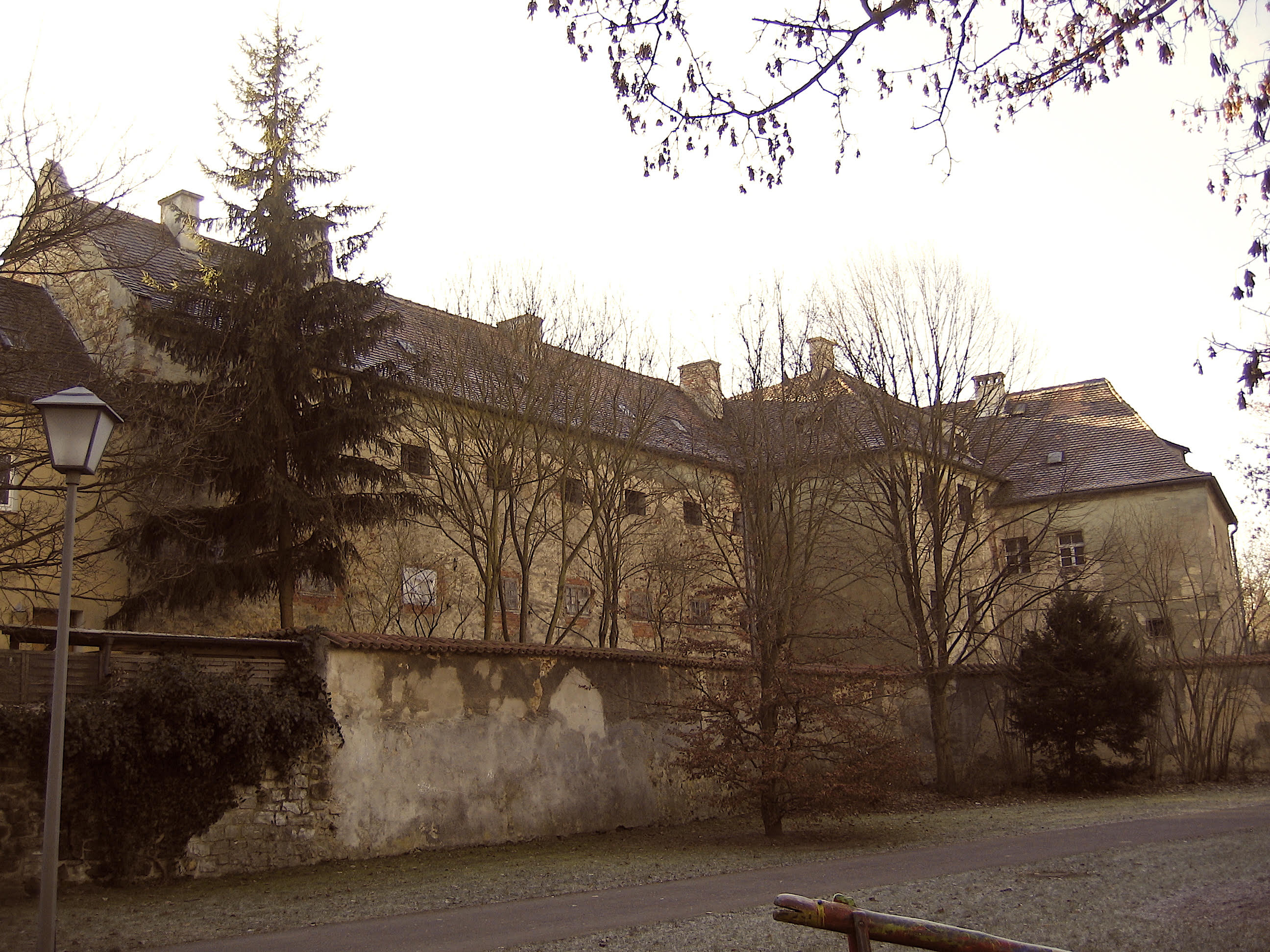
Bild der Fronfeste 2007 vor Renovierung

- Das „Walfischhaus“ hat seine Bezeichnung von zwei Figuren unterhalb des Giebels, die darstellen, wie der Prophet Jona von einem Walfisch zunächst verschlungen und dann wieder ausgespuckt wird. Die Figuren stammen aus dem 17. Jahrhundert.
- Schiffbrücke, Schiffbrückgasse, Ständerbau mit Walmdach auf massivem Flusspfeiler, bezeichnet mit „1761“.[38]

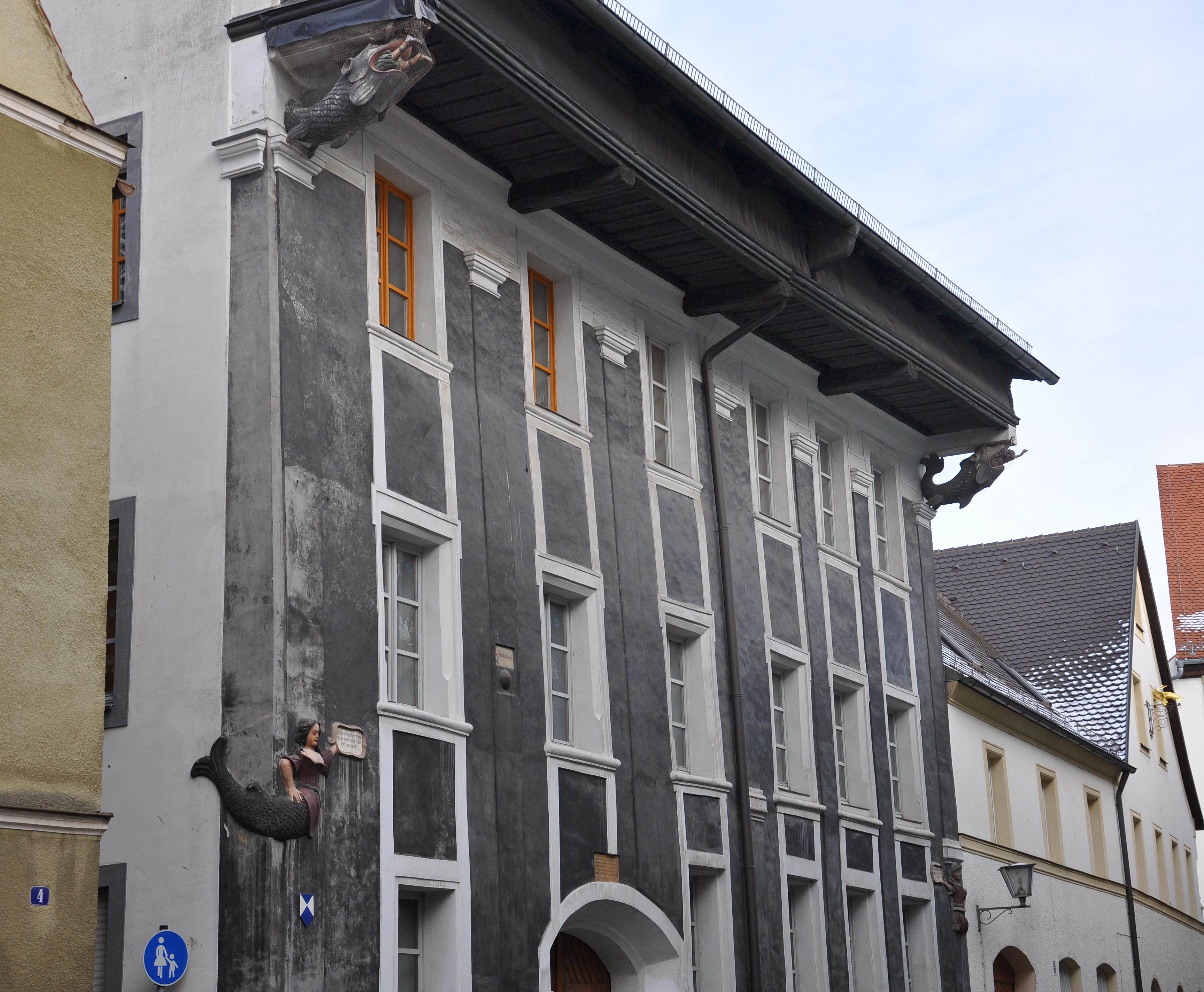
Walfischhaus

### Moderne profane Bauten
Im Stadtteil Bergsteig befindet sich die sogenannte Glasmacherkathedrale, das ehemalige Thomas-Glaswerk (heute Kristallglasfabrik Amberg GmbH & Co. KG), das im Auftrag der Rosenthal AG ab 1967 durch Walter Gropius (TAC – The Architects Collaborative Inc.) geplant wurde. Es war das letzte Werk von Gropius, der die Fertigstellung 1970 nicht mehr erlebte. Das Bauwerk ist als Einzelbaudenkmal in die Bayerische Denkmalliste eingetragen.
Unterhalb der Kurfürstenbrücke befindet sich seit der Landesgartenschau 1996 in Amberg eine hochziehbare Fußgänger- und Fahrradbrücke.

### Sakralbauten

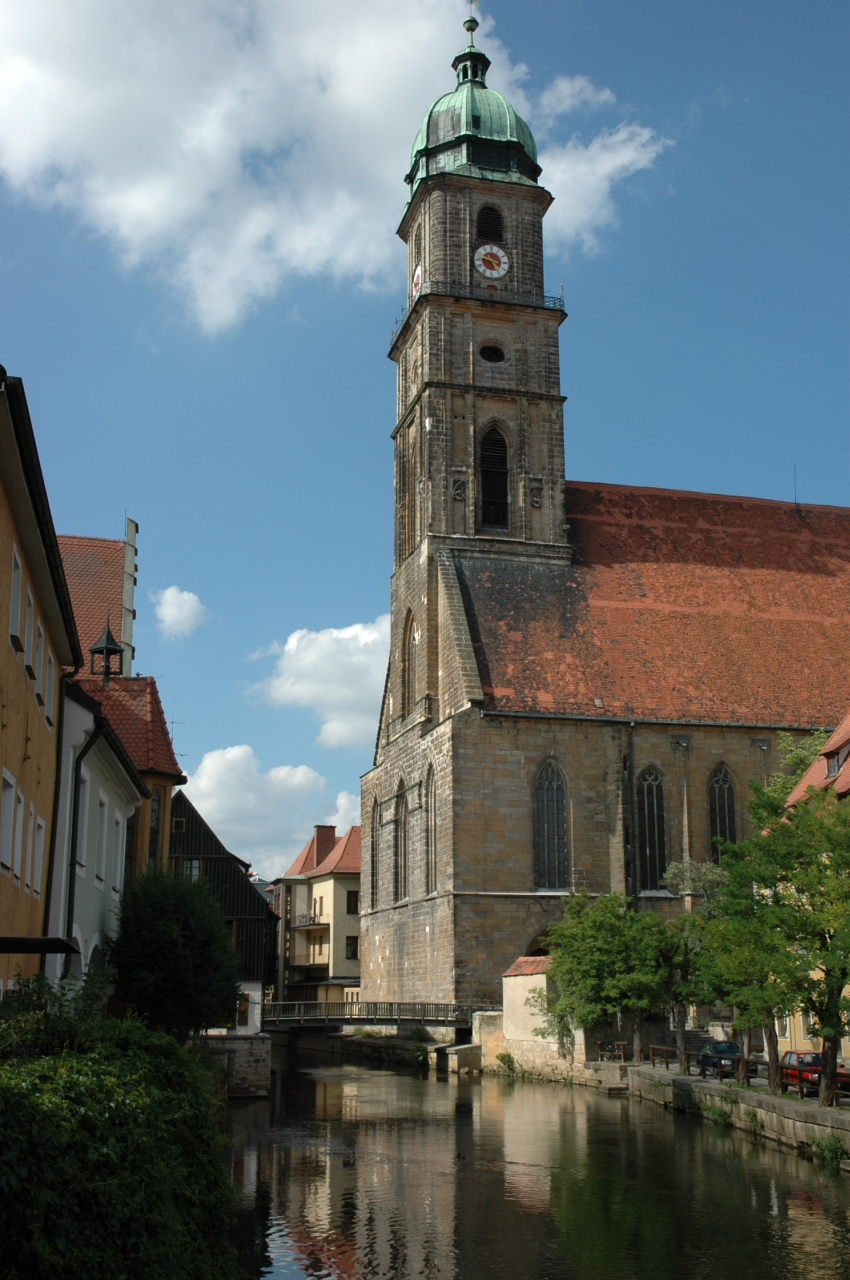
Basilika St. Martin

- Die Basilika St. Martin an der Südseite des Marktplatzes ist die größte Kirche, erbaut von 1421 an als Bürgerkirche im gotischen Stil.
  - Die Schulkirche St. Augustin war die Klosterkirche des ehemaligen Klosters der Salesianerinnen in Amberg, später des Klosters der Armen Schulschwestern von Unserer Lieben Frau. 1699 wurde die Barockkirche eingeweiht, die heutige Gestalt geht auf Umbauten (1758) im Rokoko zurück.
  - Die Frauenkirche ist die ehemalige Hofkirche der kurfürstlichen Residenz; gotische Hallenkirche um 1400, ihre architektonische Gestalt zeigt eine auffallende Ähnlichkeit mit der jüngeren und wesentlich größeren Basilika St. Martin; sie wurde auf dem Platz der abgebrochenen mittelalterlichen Synagoge der Stadt erbaut.
  - Die Spitalkirche in der Bahnhofstraße wurde mittlerweile profaniert.
- Die Wallfahrtskirche Maria Hilf wurde als Dank an die Heilige Maria nach der Heimsuchung durch die Pest (1633/34) im Stile des Barock nach Plänen von Wolfgang Dientzenhofer erbaut und 1711 geweiht; die Fresken stammen von Cosmas Damian Asam, die Stuckaturen schuf Giovanni Battista Carlone. Die Wallfahrt auf den Mariahilfberg und das dazugehörende Bergfest finden alljährlich in der Woche um Mariä Heimsuchung (2. Juli) statt.
  - Das Franziskanerkloster auf dem Mariahilfberg wird von polnischen Patres geführt.
- Die Pfarrkirche St. Georg hat ihren Ursprung in der Hochgotik (1356), sie wurde 1723 unter der Leitung von Wolfgang Dientzenhofer im Zusammenhang mit dem Bau des Jesuitenkollegs barockisiert.
  - Der Kongregationssaal, datiert auf 1672 ist im gleichen Gebäude untergebracht; er dient als Versammlungsraum für die 1626 gegründete Marianische Kongregation.[40]
  - St. Katharina: Der Ursprung der Friedhofskirche im Westen der Stadt geht auf die Zeit vor 1382 zurück.[41]
  - St. Sebastian im Südwesten der Stadt wurde in der jetzigen Gestalt 1710 erbaut. Der Ursprung als Pestkapelle datiert auf 1473.[42]
  - Die Filialkirche Maria Schnee in Atzlricht im Westen der Stadt wurde 1664 von Franz Albrecht (Albert) von Gobel auf Hofgiebing gestiftet. Sein Sohn Christian Wilhelm gab ihr 1723 ihre derzeitige Gestalt.[43] Das zugehörige Schloss Atzlricht wurde um 1975 als baufällig erachtet und abgebrochen.
- Die Pfarrkirche St. Barbara (geweiht 1933) mit zugehöriger Pfarrei im Stadtteil Luitpoldhöhe wird seit 2001 von St. Georg mitbetreut.[44]
- Die Pfarrkirche Hl. Dreifaltigkeit im Osten der Stadt wurde 1926–1928 nach Plänen von Gustav Gsaenger und Georg Holzbauer erbaut.
  - Das Dreifaltigkeit-Kircherl auf dem Friedhof geht auf das Jahr 1514 zurück.[45]
- Die Pfarrkirche Hl. Familie liegt am südöstlichen Stadtrand im Stadtteil Bergsteig.
- Die Pfarrkirche St. Konrad wurde 1964 im nördlichen Stadtteil Ammersricht erbaut.
- St. Michael im Süden der Stadt ist seit 1970 die Pfarrkirche der gleichnamigen Pfarrei, die aus einer Expositur von St. Martin entstand.
- Die Kirche St. Josef, erbaut 1971 im Stadtteil Raigering gehört zur Pfarrei Aschach-Raigering.
- Die Paulanerkirche ist seit 1862 das Zentrum (Sprengel 1 und 3) der ev.-lutherischen Paulanergemeinde.[46] Dazu gehören:
  - Das Andreas-Hügel-Haus im Süden der Stadt (Sprengel 2)
  - das Martin-Schalling-Haus in Kümmersbruck (Sprengel 4)
- Die Auferstehungskirche bedient den Norden der Stadt (Ammersricht), sie wurde 1962 eingeweiht.[47]
- Die Erlöserkirche im Südosten der Stadt wurde 1967 nach Plänen von Gustav Gsaenger erbaut.[48]

- Ehemaliges Franziskanerkloster Amberg: Die einstige Klosterkirche wurde 1803 zum Stadttheater umgebaut.
- Ehemaliges Jesuitenkolleg, erbaut unter Wolfgang Dientzenhofer; nach der Aufhebung des Jesuitenordens bis zur Säkularisation wurde es durch den Malteserorden genutzt; heute sind hier unter anderem die Staatliche Bibliothek (Provinzialbibliothek) und das katholische Pfarramt St. Georg beheimatet.
- Ehemaliges Paulanerkloster St. Josef.
- Ehemaliges Kloster der Salesianerinnen: Hier war bis 2009 das Kloster der Armen Schulschwestern von Unserer Lieben Frau untergebracht.

## Kultur und Sehenswürdigkeiten

### Stadttheater
Seit 1803 besitzt Amberg ein Theater in der ehemaligen gotischen Kirche St. Bernardin des in der Säkularisation aufgehobenen Franziskanerklosters. Seit 1872 ist die Stadt Amberg Träger des Theaters. 1953 musste der Spielbetrieb aus brandschutzrechtlichen Gründen zunächst eingestellt werden, nach einer umfassenden Sanierung ist das Stadttheater aber seit 1978 wieder in Betrieb. Das Stadttheater Amberg besitzt kein eigenes Ensemble, es finden aber regelmäßig Gastspielveranstaltungen statt.

### Musik

#### Konzertveranstaltungen
- Konzertreihe der Stadt Amberg, meist im Stadttheater[49]
- Amberger Orgelmusik von Juli bis September samstags um 12 Uhr in der Schulkirche St. Augustin[50]
- Sonntags-Serenaden im Maltesergarten (im Sommer)

#### Klangkörper
Ensembles in größerer Besetzung.
- Knappschaftskapelle, gegründet 1833, ein konzertantes Blasorchester[51]
- Amberger Oratorienchor, gegründet 1970[52]
- Amberger Chorgemeinschaft, gegründet 1980[53]
- Amberger Sinfonieorchester. Das Projektorchester existiert seit 1998.[54]

### Film
2022 sind zwei Kinos in Betrieb:
- Cineplex Amberg, Regensburger Straße 1–3, acht Kinosäle (Eröffnung Mai 2015)
- Ringtheater, wechselnde Kino- und Kulturveranstaltungen (Eröffnung  Dezember 1953)[55]

Fünf einstige Kinos haben mittlerweile geschlossen:
- Centraltheater, Georgenstrasse 57 (Eröffnung 10. April 1909)
- Tonbildtheater später Anker, Regierungstrasse 9 (Eröffnung 7. August 1909)
- Lichtspielhaus, Herrnstrasse 2 (Gewerbehaus; Eröffnung 7. September 1918)
- Parktheater, Franziskanergasse 5 (Eröffnung 1938)
- Scala-Lichtspiele, Bäumlstrasse 9 (Eröffnung Mai 1954)

### Museen

#### Stadtmuseum Amberg

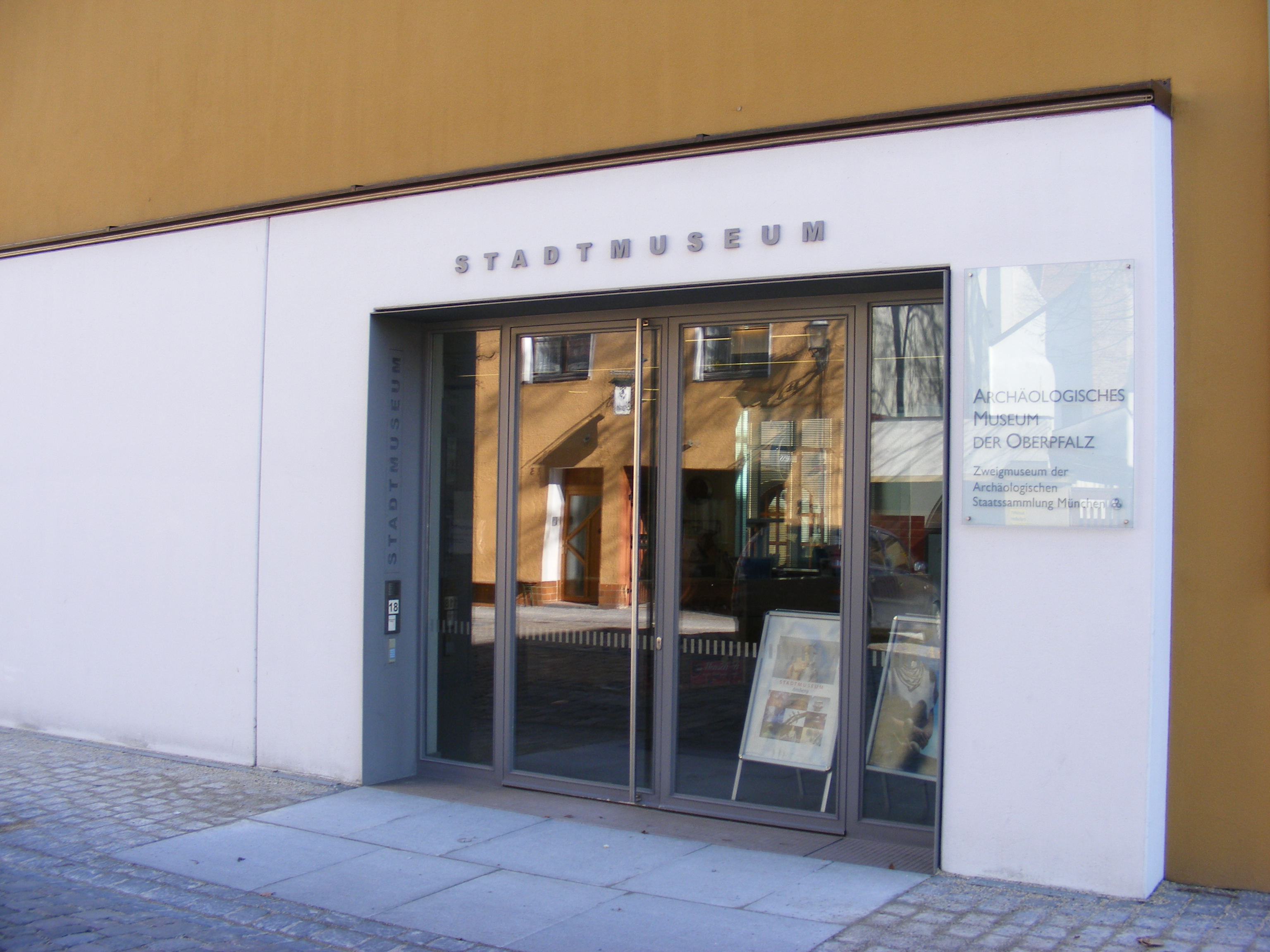
Stadtmuseum Amberg (Eingang)

Die Sammlungen des Stadtmuseums Amberg umfassen neben Exponaten, die die Geschichte der Stadt und der kurfürstlichen Residenz der Oberen Pfalz veranschaulichen, Abteilungen, die sich mit Handwerk und Industrie in Amberg und deren Geschichte auseinandersetzen, vor allem der Steingut- und Fayenceproduktion, die seit dem 18. Jahrhundert bis 1911 in einer großen Amberger Manufaktur betrieben wurde, sowie der hiesigen Emailindustrie im 19. und 20. Jahrhundert.
Außerdem gibt es eine Abteilung, die die Geschichte der Kleidung vom Biedermeier bis heute zeigt. Die bedeutendste Sammlung seiner Werke ist dem in Amberg geborenen Maler, Graphiker und Karikaturisten Michael Mathias Prechtl gewidmet. Im Stadtmuseum werden wechselnde Ausstellungen gezeigt, darunter war die Landesausstellung des Hauses der Bayerischen Geschichte Der Winterkönig über das Leben Friedrichs V. von der Pfalz im Jahre 2003.

#### Kunstausstellungen Alte Feuerwache
Im Untergeschoss des Gebäudes Alte Feuerwache im Stadtmuseum Amberg sind wechselnde Kunstausstellungen (meist Gruppe der Amberger Künstler) zu besichtigen.

#### Luftmuseum
Seit der Gründung des Luftmuseums im Klösterl am Eichenforst 2006 durch den Künstler Wilhelm Koch ist Amberg Luftkunstort. Die Stadt Amberg fördert die Museumsinitiative des Luftmuseum e. V. durch mietfreie Überlassung der Engelsburg aus dem 14. Jahrhundert. Gezeigt werden Exponate, die technisch mit Luft arbeiten oder betrieben werden, sowie Kunst-, Design- und Architekturobjekte, die sich mit dem Thema Luft auseinandersetzen.

#### Militärmuseum Amberg
Die vorher in der Leopoldkaserne Amberg untergebrachte Militärhistorische Sammlung zur Garnisonsgeschichte Amberg hat, da die Garnison in der Leopoldkaserne zum Jahresende 2018 aufgelöst wurde, im Bereich des Bundeswehr-Dienstleistungszentrums Amberg in einer Etage des ehemaligen Königlich Bayerischen Proviantamtes ihren Platz gefunden. Das historische Panzer-Inventar der Leopoldkaserne (fünf Fahrzeuge) wurde 2016 vom Schwäbischen Bauern- und Technikmuseum in Seifertshofen übernommen.

#### Skulpturenweg und Stolpersteine
- Auf dem früheren Gelände der Landesgartenschau befindet sich der Amberger Skulpturenweg.
- Die Stolpersteine, ein Kunstprojekt von Gunter Demnig, erinnern an Amberger, die Opfer des Nationalsozialismus waren.

### Natur und Landschaftsschutz
- Renaturierte Flusslandschaft südlich der Altstadt zur Landesgartenschau 1996.
- Im Stadtgebiet gibt es fünf Landschaftsschutzgebiete, ein FFH-Gebiet und mindestens ein vom Bayerischen Landesamt für Umwelt ausgewiesenes Geotop (Stand April 2016).

Siehe auch
- Liste der Landschaftsschutzgebiete in Amberg
- Liste der FFH-Gebiete in der Stadt Amberg
- Liste der Geotope in Amberg

### Friedhöfe
Im Gebiet der Stadt Amberg gibt es sechs Friedhöfe mit einer Gesamtfläche von 14,6 ha. Im Stadtwesten am Rande der früheren Stadtgrenze gelegen ist der Katharinenfriedhof als größter Friedhof Ambergs an der Katharinenfriedhofstraße. Im Katharinenfriedhof gibt es Soldatengräber des Ersten und des Zweiten Weltkriegs sowie eine Gedenktafel für Gefallene der Panzerbrigade 12. Eine Gedenktafel erinnert an 293 während des Zweiten Weltkriegs in Amberg verstorbene Menschen aus dem Osten, die im Katharinenfriedhof begraben sind. Weitere Gedenktafeln mit den Namen erinnern an Menschen aus dem Osten, die während der Jahre 1943 bis 1953 mit unbekannter Grablege bestattet worden sind. Im Katharinenfriedhof befindet sich das Ehrengrab von Michael Mathias Prechtl.
Zwischen Regensburger und Raigeringer Straße liegt beim Stadtzentrum der Dreifaltigkeitsfriedhof, in der Friedensstraße der Friedhof für den Stadtteil Ammersricht und in der Selgradstraße der Friedhof für den Stadtteil Luitpoldhöhe. Weitere Friedhöfe sind der über den Talweg im Stadtteil Raigering zugängliche Waldfriedhof und der Jüdische Friedhof Amberg am Ende der Philipp-Melanchthon-Straße, auf dem sich 16 Gräber von jüdischen Opfern des NS-Terrors befinden.

### Veranstaltungen (Auswahl)
- Altstadtfest (Juni), vielfältige musikalische Darbietungen (Jazz, Rock, Volksmusik, Klassik), Gastronomie
- Bergfest (In der Woche um den 2. Juli; Mariä Heimsuchung)
- Brunnenfest (seit 2001, alle zwei Jahre), mittelalterlicher Markt, Aufführungen, Festzug mit Bezug auf die Stadtgeschichte (vor allem die Amberger Hochzeit, siehe dazu oben)
- Dult (jährlich, Juni sowie September/Oktober) auf dem Dultplatz
- Luftnacht mit Darbietungen von Luftkünstlern[59]
- Sommerfestival im Innenhof der Stadtbibliothek: 6 Veranstaltungen (Theater, Musik und Kabarett) jährlich Ende Juli/August
- Töpfer- und Krüglmarkt um Georgi am Malteserplatz (Ende April)
- Plättenfahrten auf der Vils ab der Schiffbrücke von Mai bis Oktober[60]
- Weihnachtsmarkt im Advent am Marktplatz
- Welttheater Der Herbst des Winterkönigs, zuletzt im Mai / Juni 2024, wieder geplant 2029[61]

## Bildung und Forschung

### Allgemeinbildende Schulen
- Grundschule und Mittelschulen:
  - Albert-Schweitzer-GS Amberg
  - GS und MS Ammersricht
  - Barbara-GS Amberg
  - Dreifaltigkeits-GS und MS Amberg
  - Max-Josef-GS Amberg
  - Luitpold-MS Amberg
  - Private Montessorischule (GS und MS)

- Realschulen:
  - Franz-Xaver-von-Schönwerth-Realschule
  - Dr.-Johanna-Decker-Realschule (kirchlich, für Mädchen)

- Wirtschaftsschule:
  - Städtische Wirtschaftsschule Friedrich Arnold

- Gymnasien:
  - Erasmus-Gymnasium (sprachlich, humanistisch)
  - Gregor-Mendel-Gymnasium (naturwissenschaftlich-technologisch, sprachlich, wirtschafts- und sozialwissenschaftlich)
  - Max-Reger-Gymnasium (musisch, mit Internat)
  - Dr.-Johanna-Decker-Gymnasium (neusprachlich, wirtschafts- und sozialwissenschaftlich, kirchlich, für Mädchen)

### Berufsbezogen bildende Schulen
- Staatliches Berufliches Schulzentrum Amberg:
  - Berufsschule
  - Berufsoberschule
  - Fachoberschule
  - Berufsfachschule für kaufm. Assistenten

- - Berufsfachschule für Kranken und Kinderkrankenpflege
  - Fachschule Mechatronik (Technikerschule für Elektrotechnik und Mechatronik)
  - ISE Berufsfachschule für Pflege und Altenpflegehilfe

### Technische Hochschule
- Ostbayerische Technische Hochschule Amberg-Weiden

### Förderschulen
- Willmannschule Sonderpädagogisches Förderzentrum
- Rupert-Egenberger-Schule Heilpädagogisches Zentrum

### Erwachsenenbildung
Die Volkshochschule Amberg bietet vielfältige Weiterbildungsmöglichkeiten, ebenso das katholische (KAB) und das evangelische (EBW) Bildungswerk. Des Weiteren gibt es eine Elternschule.

### Musikschulen
- Basement Music (MusiKomm)
- Klangwerkstatt

### Archive und Bibliotheken

#### Staatsarchiv Amberg
Das Staatsarchiv Amberg ist das für den Regierungsbezirk Oberpfalz zuständige bayerische Staatsarchiv. Es verwahrt die gesamte Schriftgutüberlieferung aller staatlichen Behörden und Institutionen des Regierungsbezirks Oberpfalz und deren Vorläufer, sowie der Klöster, Herrschaften und Hofmarken vom Mittelalter bis ins 20. Jahrhundert. Das Staatsarchiv befindet sich in Amberg in der Archivstraße 3. 1999 vermachte die Schwandorfer Bürgerinitiative gegen die Wiederaufarbeitungsanlage Wackersdorf ihr Archiv an die Staatssammlung.

#### Stadtarchiv Amberg
Das Stadtarchiv bewahrt historische Dokumente der Stadtgeschichte auf. In seinem Kern geht es auf die unter der Leitung des Rates stehende Registratur zurück. Dazu zählen Pergamenturkunden, Amtsbücher sowie Rechnungen. Darüber hinaus beherbergt das Stadtarchiv Amberg umfangreiche Nachlässe und Deposita. Zu den Beständen des Stadtarchivs gehören sämtliche in Amberg erschienenen Tageszeitungen, eine Plakat- und Plansammlung und ein umfangreiches Bildarchiv.

#### Staatliche Bibliothek (Provinzialbibliothek)

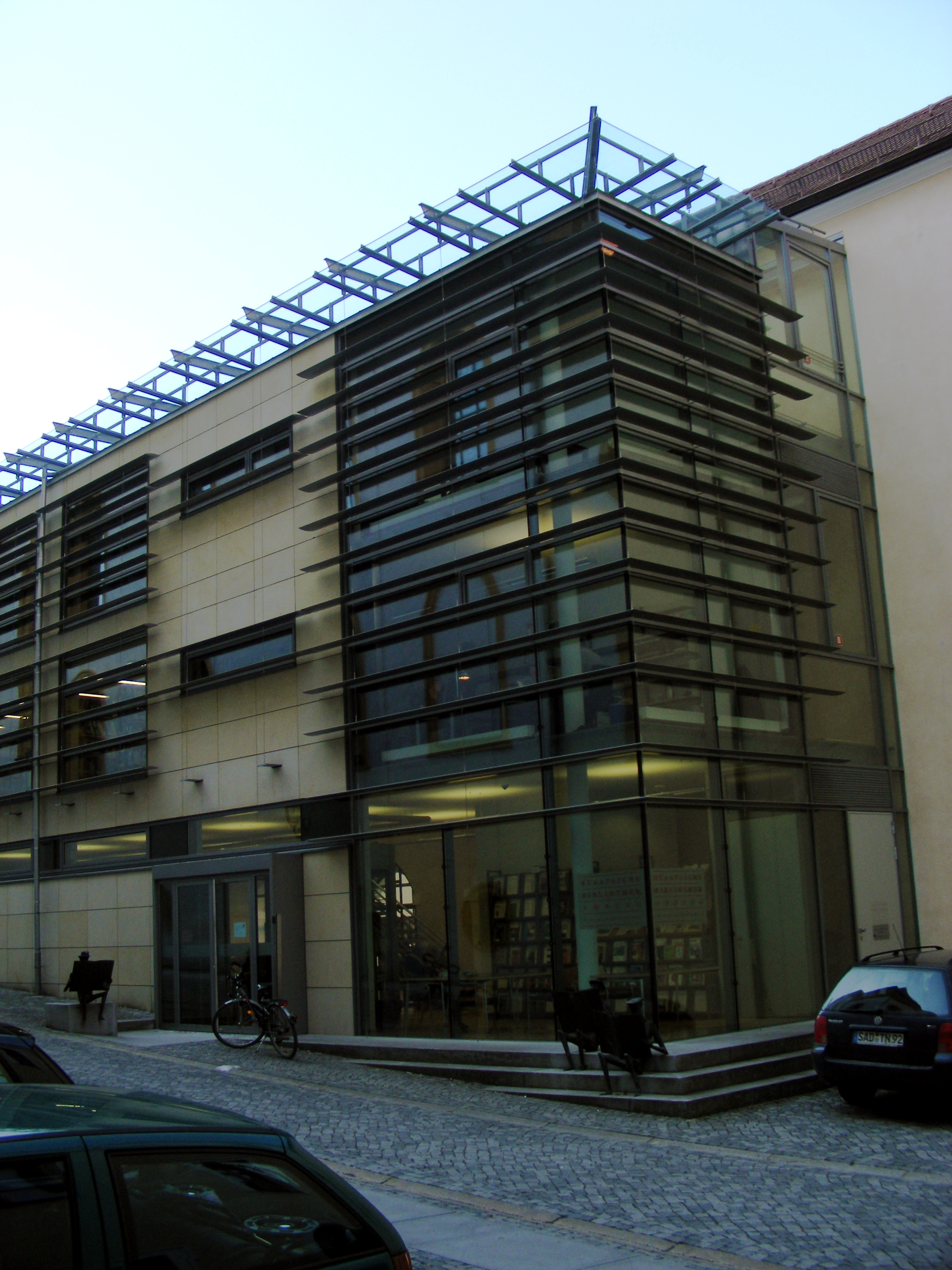
Provinzialbibliothek (Anbau)

In Amberg ist die Staatliche Bibliothek (Provinzialbibliothek Amberg) beheimatet. Sie wurde 1803 im Zuge der Säkularisation gegründet. Ihre alten Buchbestände stammen aus dem Jesuitenkolleg Amberg sowie den aufgegebenen Klöstern Ensdorf, Michelfeld, Reichenbach, Speinshart, Walderbach und Waldsassen. Der erste Standort der Bibliothek war im aufgegebenen Salesianerinnenkloster, und der Bestand lag bei rund 50.000 Büchern. 1815 wurden durch ein Feuer rund 16.500 Bücher vernichtet. 1826 zog die Bibliothek endgültig an den heutigen Standort im Maltesergebäude um. Von 2001 bis 2003 erfolgten Sanierungs- und Anbaumaßnahmen. Der Buchbestand wird ständig erweitert und umfasst alle wissenschaftlichen Bereiche, wobei der Schwerpunkt bei den Geisteswissenschaften liegt. Die Bibliothek besitzt heute rund 120.000 Medien, davon rund 115.000 Bücher und 100 Zeitschriften.

#### Stadtbibliothek Amberg
Die Stadtbibliothek Amberg ist in der Innenstadt im Raseliushaus untergebracht und umfasst einen Bestand von circa 50.000 Medien.
1947 beschloss der Stadtrat, eine öffentliche Bibliothek zu errichten, die 1950 im Klösterl am Eichenforst als Volksbücherei Amberg eröffnet wurde. 1951 kamen die Bücher des von 1946 bis dahin im Casino am Schrannenplatz bestehenden Amerikahauses zum Bestand der später lange „Stadtbücherei“ genannten Stadtbibliothek hinzu.

#### Bibliothek der Ostbayerischen Technischen Hochschule
Die Hochschulbibliothek Amberg-Weiden wurde im Zusammenhang mit der Hochschule für angewandte Wissenschaften Amberg – Weiden 1994 gegründet und ist auf beide Standorte verteilt. Der in Amberg befindliche Buchbestand orientiert sich in seinen Fachgebieten an den hier gelehrten technischen Fächern (Elektro- und Informationstechnik, Maschinenbau, Medienproduktion und Medientechnik, Patentingenieurwesen, Angewandte Informatik, Umwelttechnik). Der Gesamtbestand der Bibliothek an beiden Standorten umfasst derzeit knapp 50.000 Medien.

## Sport
- Alpinsport: Die Sektion Amberg (Nummer 14, gegründet 1883) des Deutschen Alpenvereins unterhält die Amberger Hütte (erbaut 1888) in den Stubaier Alpen, die DAV-Kletteranlage Amberg und seit 2007 den Stützpunkt Schweppermannsburg bei Kastl. Die Sektion hat rund 2900 Mitglieder.[63]
- Der DJK-Sportbund Amberg besteht seit 1924.[64]
- Eissport: Die Eishalle Amberg steht für den Eissport zur Verfügung.[65]
- Fußball: Der FC Amberg spielte in der Saison 2015/16 in der viertklassigen Regionalliga. Sein Vorgängerverein 1. FC Amberg spielte 25 Jahre in der höchsten bayerischen Amateurliga.
- Einer der größten Sportvereine der Stadt ist der TV 1861 Amberg e. V. Er bietet 17 verschiedene Sportabteilungen an.[66]
- Tennis: Der TC Amberg am Schanzl wurde sechsmal deutscher Meister.

## Wirtschaft
Im Jahre 2016 erbrachte Amberg, innerhalb der Stadtgrenzen, ein Bruttoinlandsprodukt (BIP) von 2,216 Milliarden €. Das BIP pro Kopf lag im selben Jahr bei 52.635 € (Bayern: 44.215 €/ Deutschland 38.180 €) und damit deutlich über dem regionalen und nationalen Durchschnitt. In der Stadt gab es 2017 ca. 35.800 erwerbstätige Personen. Die Arbeitslosenquote lag im Dezember 2018 bei 3,8 %.
Im Zukunftsatlas 2019 belegte die kreisfreie Stadt Amberg Platz 159 von 401 Landkreisen, Kommunalverbänden und kreisfreien Städten in Deutschland und zählt damit zu den Regionen mit „ausgeglichenen Chancen/Risiken“ für die Zukunft.

### Ortsansässige Unternehmen
Größter Arbeitgeber ist die Siemens AG, die mit über 5000 Beschäftigten in Amberg elektromechanische Schaltgeräte (Schütze, Überlastrelais und Befehlsgeräte) und speicherprogrammierbare Steuerungen fertigt. Ein weiteres großes Unternehmen ist die Grammer AG. Verwaltung: Sitz in Ursensollen, Fahrzeugsitze und Komponenten für die Fahrzeuginnenausstattung: Fertigung in Kümmersbruck, Solarsparte: Amberg-Immenstetten.

Weitere Unternehmen der ansonsten vom kleineren Mittelstand geprägten Region sind in den Bereichen der Informationstechnologie, Metallindustrie und Maschinenbau (Deprag Schulz) tätig. Glas (Fa. Nachtmann Bleikristallwerke, Fa. Riedel Glas)  spielt traditionell ebenfalls eine Rolle.

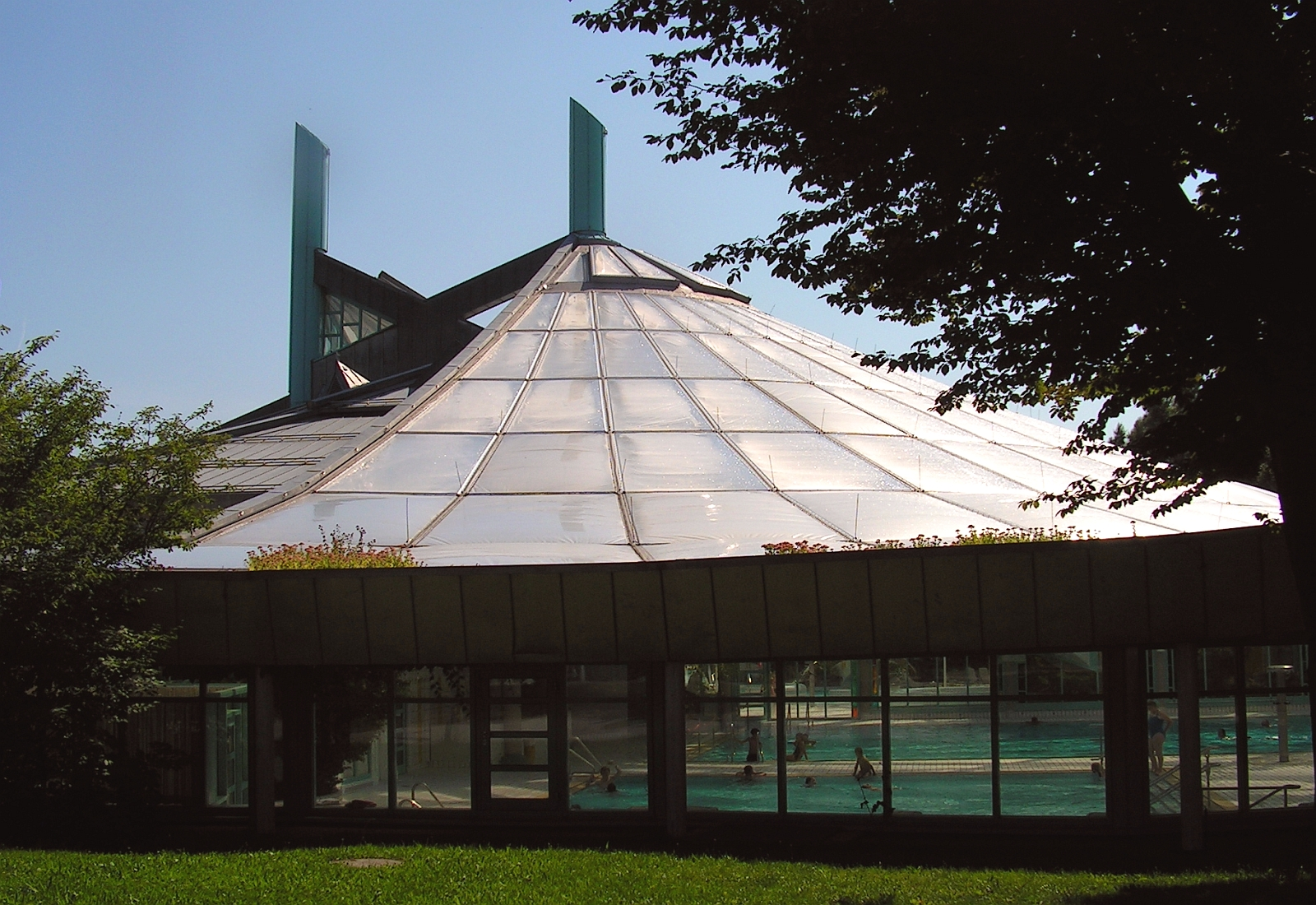
Das Kurfürstenbad der Stadtwerke Amberg

Die Stadt Amberg als Anteilseigner hat der Stadtwerke Amberg Holding GmbH bestimmte kommunale Obliegenheiten übertragen. So betreibt deren Tochterunternehmen Stadtwerke Amberg Versorgungs GmbH das Strom-, Gas- und Wasserleitungsnetz und bietet zudem die Versorgung mit Strom, Gas, Wasser und Wärme an. Der Holding ist weiter die Stadtwerke Amberg Bäder und Park GmbH angegliedert, die zwei Bäder (ganzjährig: Kurfürstenbad, Badesaison: Hockermühlbad) und zwei Parkgaragen in der Stadt betreibt.
Die Luitpoldhütte im Gemeindeteil Luitpoldhöhe mit durchschnittlich 380 Mitarbeitern ist eine Gießerei. Seit 1. Januar 2016 ist sie eine GmbH und gehört zu 100 % zur OGEPAR-Gruppe.

### Bergbau
Amberg nahm seit dem Mittelalter eine europaweit zentrale Rolle im Bergbau ein. In den umliegenden Stollen wurde Eisen abgebaut, durch das die Stadt sehr reich wurde. Die heute noch teils erhaltene mehrere Kilometer lange Stadtbefestigung aus dem Spätmittelalter mit ihren über 100 Türmen wurde durch das erwirtschaftete Geld aus Eisenerzbergbau, Eisenverarbeitung und Eisenhandel finanziert. In der Altstadt wurden Schlacken als Spuren früher Eisenbearbeitung gefunden. Die Bergbau-Bedeutung der Stadt ließ im Dreißigjährigen Krieg nach, kam im 19. Jahrhundert wieder auf und endete nach dem Zweiten Weltkrieg wegen billigeren Eisens aus anderen Ländern und der Erschöpfung der bekannten Erzlagerstätten. Während der NS-Zeit war Amberg einer von fünf Standorten der Reichswerke Hermann Göring. Das letzte Eisenerz wurde in Amberg 1964 abgebaut; der Hochofen der Luitpoldhütte war bis 1968 in Betrieb. Wegen des Erzabbaues, der Stahlgewinnung und wegen der dabei entstehenden dreckig aussehenden Industriestäube hatte Amberg lange Zeit auch den Spottnamen „Amberg im Dreck“.

### Brauereien
Amberg beherbergte im ausgehenden Mittelalter über 30 Brauereien (meist Klein-, Familien- oder Hausbrauereien). Bis in die 1970er Jahre gab es in der Stadt zehn große Brauereien gleichzeitig (Brauhaus Amberg, Brauerei Bruckmüller, Falk Brauerei, Jordan-Bräu, Brauerei Kummert, Malteserbrauerei, Schießl Brauerei, Brauerei Sterk, Brauerei Wingershof, Brauerei Winkler), wodurch Amberg jahrhundertelang europaweit als Stadt mit den meisten Brauereien (im Verhältnis zur Einwohnerzahl) galt. Heute existieren davon noch die Brauereien Bruckmüller, Kummert, Sterk und Winkler, die teilweise noch Bier der vergangenen Marken herstellen. Dazugekommen sind kleine Brauereien, wie die Sudhang-Brauerei oder die Gastronomiebrauerei Schloderer. Als größtes Bierfest in Amberg gilt das Bergfest, wo alle Brauereien Ende Juni/Anfang Juli zur Wallfahrt vor der Maria-Hilf-Kirche ihre Zelte aufschlagen. Seit 2015 gibt es auch das Amberger Bierfest an dem alle Amberger Brauereien teilnehmen. An die frühere Brauerei Schieferl erinnert der Name einer Gaststätte. Im Umland von Amberg gibt es etliche kleine Brauereien, für die Amberg ein wichtiger Absatzmarkt ist. Dazu gehört z. B. die Schlossbrauerei Dorfner aus Hirschau.

### Medien

#### Presse
Die Amberger Zeitung ist die lokale Tageszeitung. Sie ist Teil des Verlages Der neue Tag. Die „Mittelbayerische Zeitung für das Vilstal und den südlichen Landkreis Amberg-Sulzbach“ berichtet als Tageszeitung seit 2006 aus der Region Amberg. Zuvor erschien sie unter dem Titel „Amberger Nachrichten“.
Mit dem Buch & Kunstverlag Oberpfalz befindet sich in Amberg ein Buchverlag, dessen Schwerpunkt auf der Herausgabe von Regionalia liegt.

#### Radio und Fernsehen
- Die öffentlich-rechtlichen Sender Bayerischer Rundfunk und Deutschlandradio senden auf UKW wie auch DAB+. Alle Stationen sind auch via Livestream zu empfangen. Das Gleiche gilt für Antenne Bayern.
- Der lokale Radiosender Radio Ramasuri mit Sitz in Weiden versorgt die Amberger Region seit 1990 mit lokalen Informationen. Gesendet wird auf der UKW-Frequenz 103,9 MHz und auf DAB+. Das Jugendformat Radio Galaxy sendet auf der UKW-Frequenz 105,5 MHz. Auch das Regensburger Radio Charivari ist auf UKW und DAB+ zu empfangen.
- Sendungen in Fremdsprachen: Die amerikanischen Programme von AFN – The Eagle auf der UKW-Frequenz 89,9 MHz sind ebenso empfangbar wie die tschechischen Sendungen von Radio Blanik.
- Das Erste, ZDF sowie BR-Fernsehen sind über DVBT-2, Kabel und Livestream zu empfangen.
- Seit 1996 ist der regionale Fernsehsender Oberpfalz TV (OTVA) in der Stadt ansässig. Er bietet Sendungen und Nachrichten für die mittlere und nördliche Oberpfalz, empfangbar über Kabel, Satellit und Livestream.

## Verkehr und Infrastruktur

### Straßenverkehr
(Quelle:)
Bundesautobahn
- Saarbrücken – Kaiserslautern – Mannheim – Heilbronn – Nürnberg – Amberg – Waidhaus

Anschlussstellen: Nr. 65 (Amberg-West), Nr. 66 (Amberg-Süd), Nr. 67 (Amberg-Ost)
Bundesstraßen
- Berga am Südharz–Bayreuth–Amberg–Schwandorf–Cham–Passau
- Hundsbach (Waldsassen)–Erbendorf–Grafenwöhr–Amberg–Neumarkt–Landshut–Altötting–Altenmarkt

Staatsstraßen
- St 2040 St 2120 St 2165 St 2238 St 2399

Kreisstraßen
| Nr. AM | Verlauf |
| ------ | --- |
| AM 1   | (AS 1 im Landkreis Amberg-Sulzbach) – Stadtgrenze – Fuchssteiner Straße – Speckmannshofer Straße – Katharinenfriedhofstraße |
| AM 2   | Wingershofer Straße – Köferinger Straße – Stadtgrenze – (AS 21 im Landkreis Amberg-Sulzbach)                                |
| AM 4   | (AS 4 im Landkreis Amberg-Sulzbach) – Stadtgrenze – Gerberstraße – AS 15 – Gerberstraße                                     |
| AM 13  | St 2040 – Kokereistraße – Neumühler Straße                                                                                  |
| AM 15  | AS 4 – Leonhardweg – Stadtgrenze – (AS 15 im Landkreis Amberg-Sulzbach)                                                     |
| AM 30  | (AS 30 im Landkreis Amberg-Sulzbach) – Stadtgrenze – Leopoldstraße – St 2399 – Leopoldstraße – St 2040 – Leopoldstraße      |

### Schienenverkehr

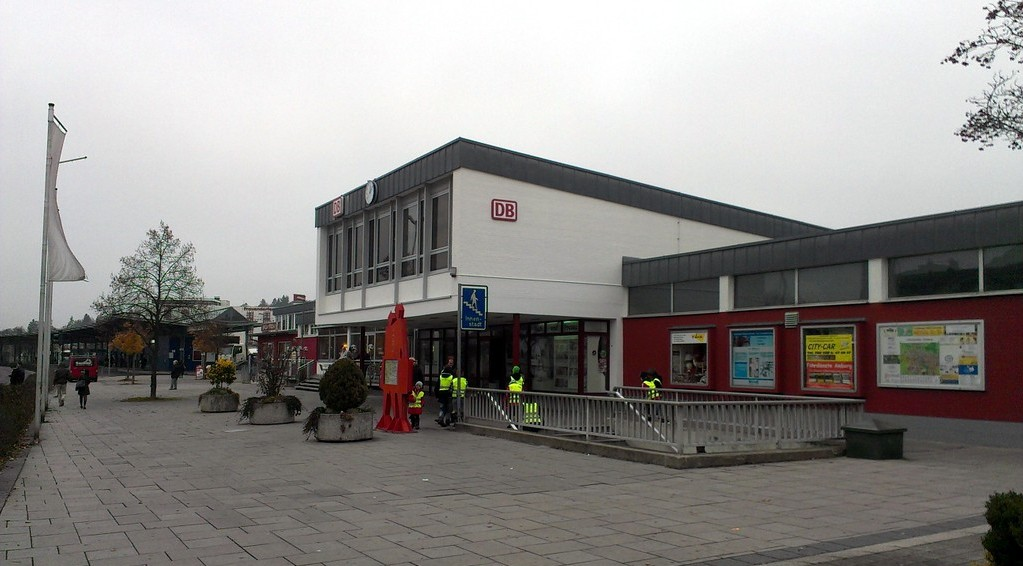
Bahnhof Amberg

Der Anschluss an das bayerische Eisenbahnnetz erfolgte 1859. Von dem am 12. Dezember 1859 von der AG der Bayerischen Ostbahnen eröffneten Bahnhof Amberg gibt es derzeit Direktverbindungen nach Nürnberg und Schwandorf (Bahnstrecke Nürnberg–Schwandorf) im Stundentakt sowie nach Regensburg. Bis Dezember 2012 fuhren direkte Züge nach Prag (Praha). Von den drei zwischen 1898 und 1910 eröffneten Bahnstrecken nach Lauterhofen, Schmidmühlen und Schnaittenbach ist nur noch die nach Schnaittenbach im Güterverkehr in Betrieb. Die Strecken nach Schmidmühlen (Bahnstrecke Amberg–Schmidmühlen) und Lauterhofen (Abzweigung Bahnstrecke Drahthammer–Lauterhofen) wurden in Radwege umgewandelt.

### Nahverkehr
Am Bahnhof ist der Schienenverkehr mit den Stadt- und Überlandbussen verknüpft. Bahn- und Busnetz liegen im Verkehrsverbund Großraum Nürnberg (VGN) wie auch im Regensburger Verkehrsverbund (RVV).

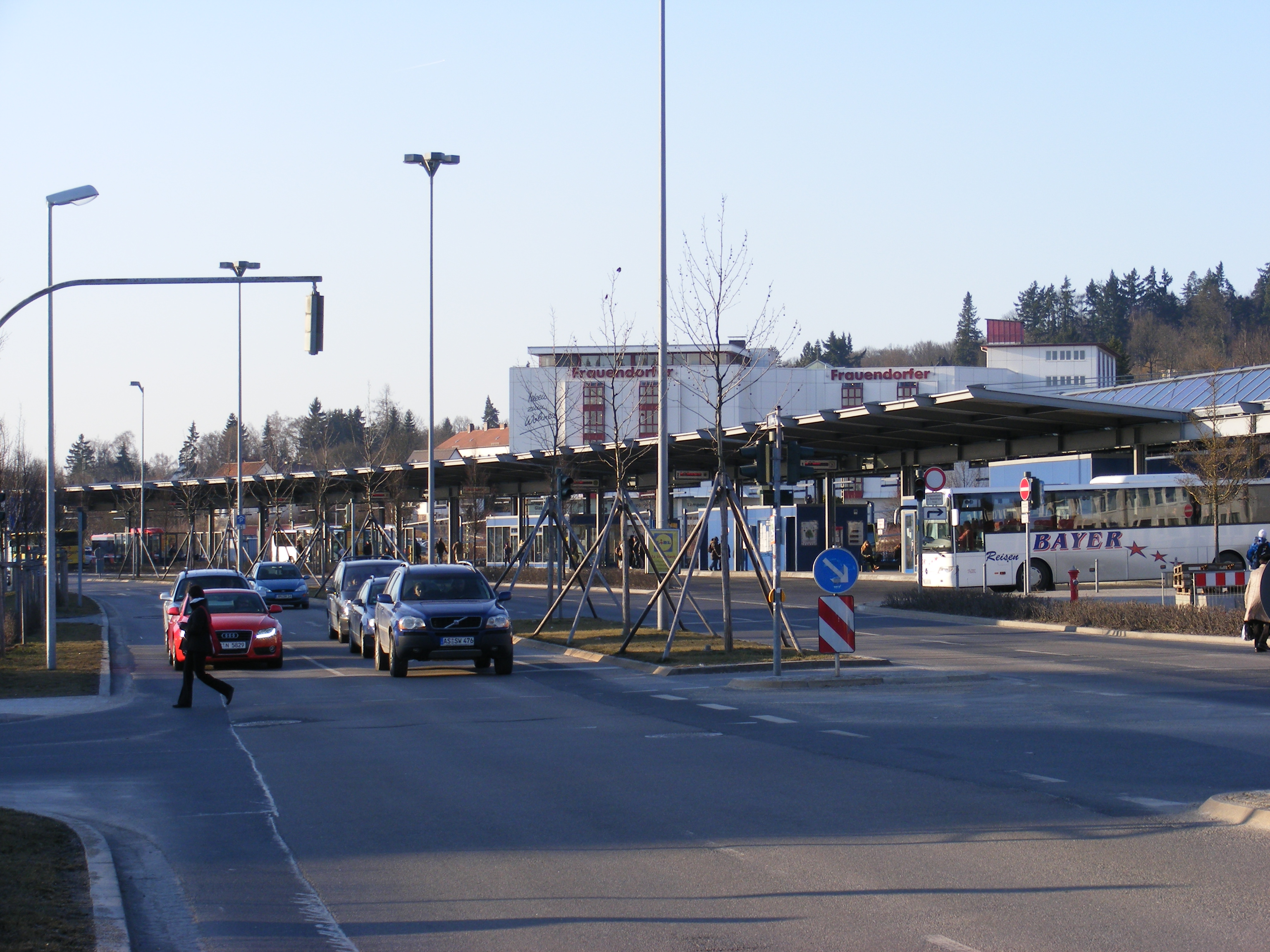
Busbahnhof

Die vierzehn Stadtbuslinien, die gelben Citybusse, werden von 20 Omnibussen im Halbstundentakt befahren. Die längste Linie ist die 2 von Amberg nach Ammersricht mit 25 Haltestellen und einer Länge von 5,4 Kilometern. 2009 kam die Linie 14 zum Waldfriedhof hinzu. Den Betrieb führt seit 1975 die Firma Linzer; drei Linien werden von der Firma Reichert befahren. 1999 wurde der Amberger Busbahnhof ausgebaut und 2005 erweitert, so dass alle Stadt- und Überlandbusse die 20 Haltebuchten anfahren können.

### Flugverkehr
Etwa 3,5 Kilometer westlich von der Ortsmitte Amberg befindet sich das Segelfluggelände Amberg. Regionalflugplätze in der Nähe sind der Flugplatz Schmidgaden und der Verkehrslandeplatz Weiden/Opf.
Der internationale Verkehrsflughafen Nürnberg befindet sich 68 km westlich von Amberg und ist über die Bundesautobahn 6 mit dem Auto in etwa 40 Minuten zu erreichen. Mit der Bahn über Nürnberg Hauptbahnhof und der U-Bahn-Linie U2 beträgt die Fahrzeit von Amberg Bahnhof zum Flughafen Nürnberg etwa 70 Minuten.

### Radverkehr
Der Fernradweg Fünf-Flüsse-Radweg

## Behörden und Öffentliche Einrichtungen

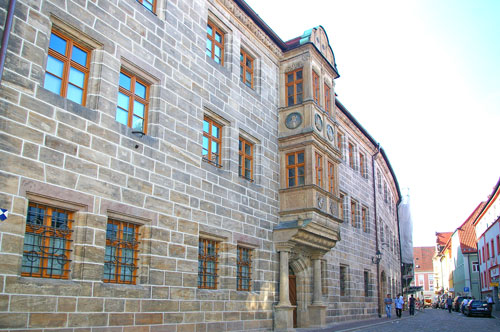
Landgericht Amberg

- Landrat, Landratsamt und Sitz des Kreistages des Landkreises Amberg-Sulzbach
- Amberger Congress Centrum (ACC), Konferenzsaal max. 800 Pers., fünf flexibel gestaltbare Tagungsräume[75]
- Agentur für Arbeit Amberg, Jobcenter AM-AS/Dienststelle Amberg
- Staatliches Bauamt Amberg-Sulzbach. Amberg: Hochbau, Sulzbach-Rosenberg: Straßenbau, Weiden: Servicestelle[76]
- Bayerischer Rundfunk, Korrespondentenbüro Amberg
- Amt für Ernährung, Landwirtschaft und Forsten Amberg
- Finanzamt Amberg
- Bayerisches Breitbandzentrum Amberg
- Bayerisches Landesamt für Pflege
- Bayerisches Staatsinstitut für Frühpädagogik
- Bayerisches Zentrum für Medienkompetenz in der Frühpädagogik
- Bundesanstalt für Immobilienaufgaben – Nebenstelle Amberg
- Bundeswehr-Dienstleistungszentrum
- Klinikum St. Marien Amberg, Lehrkrankenhaus der Universitäten Erlangen-Nürnberg und Regensburg,  ein Krankenhaus der Versorgungsstufe II  mit 598 Betten, 20 teilstationären Plätzen, 17 Fachabteilungen und vier Belegabteilungen.  Rund 2000 Mitarbeiter[77]
- Klinik/Poliklinik für Kinder- und Jugendpsychiatrie, Psychosomatik, Psychotherapie der/des Universität/Bezirksklinikums Regensburg
- Kriminalpolizeiinspektion Amberg
- Integrierte Leitstelle (ILS) Amberg, zuständig für Stadt Amberg, Landkreis Amberg-Sulzbach und Landkreis Schwandorf
- IT-Servicezentrum der bayerischen Justiz
- Staatsanwaltschaft Amberg
- Amtsgericht Amberg
- Landgericht Amberg
- Justizvollzugsanstalt Amberg
- Polizeiinspektion Amberg
- Staatliches Schulamt in der Stadt Amberg
- Staatsarchiv (Zuständigkeitsbereich: Regierungsbezirk Oberpfalz)
- Stadt Amberg
- Stadtwerke Amberg
- Studentenwerk Oberfranken
- Bundesanstalt Technisches Hilfswerk (THW) – Ortsverband Amberg
- Tourist-Information Stadt Amberg und Landkreis Amberg-Sulzbach
- Verkehrspolizeiinspektion Amberg
- Vermessungsamt Amberg
- Wasserwirtschaftsamt Weiden i.d.OPf. – Servicestelle Amberg
- Zollamt Amberg

### Feuerwehr

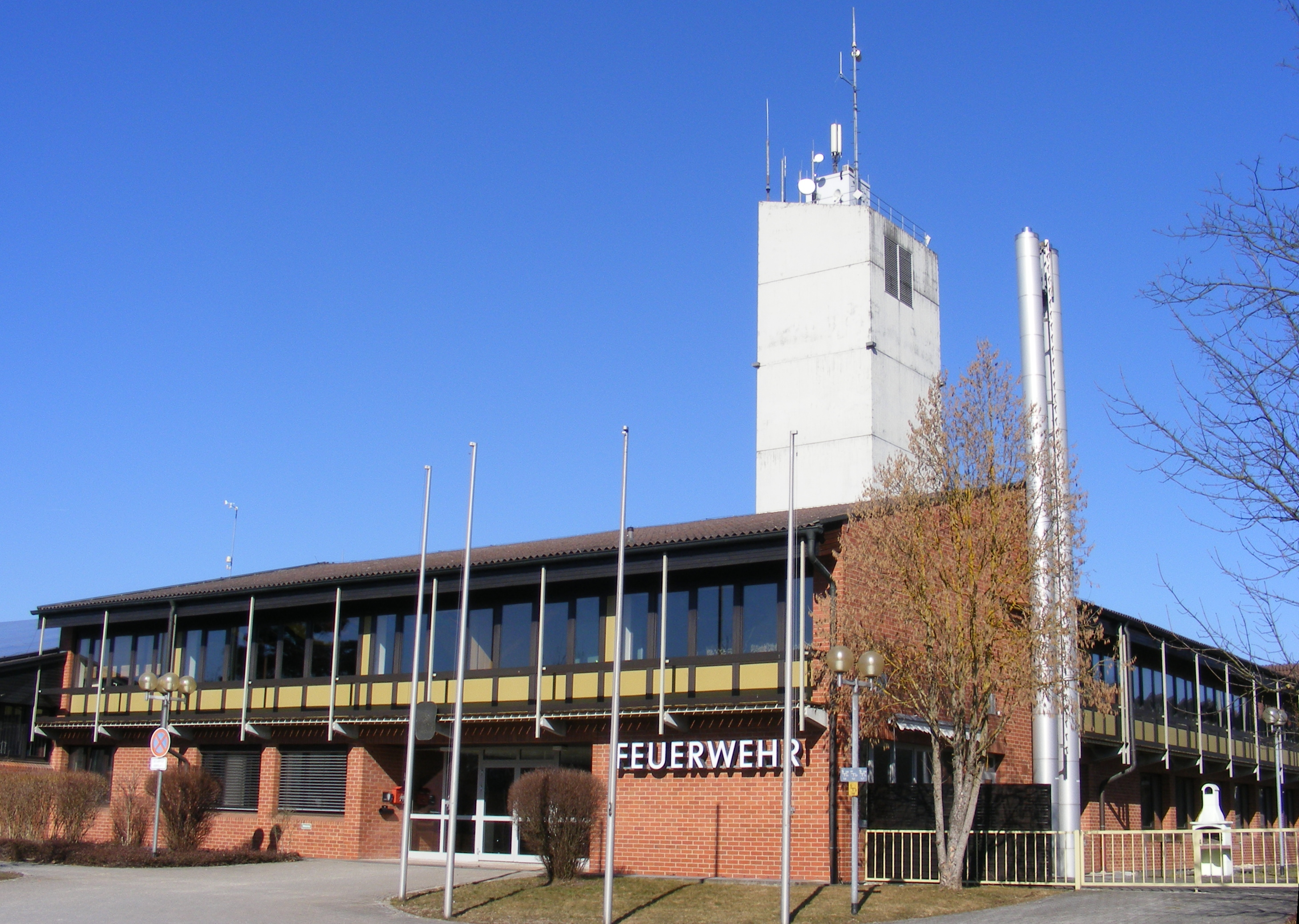
Feuerwache Amberg

Die Wehr besteht seit 1865. Seit 1981 ist der Sitz der Feuerwache am Schießstätteweg. Die etwa 100 aktive Mitglieder zählende Freiwillige Feuerwehr, die sich seit 2021 unter der Leitung von Stadtbrandrat Heinrich Scharf befindet, beschäftigt neun hauptamtliche Kräfte und gilt als eine der größten Freiwilligen Feuerwehren Bayerns. Träger ist die Stadt Amberg.
Die 2014 errichtete Integrierte Leitstelle Amberg befindet sich neben der Feuerwache und ist für die Alarmierung des Rettungsdienstes sowie die Alarmierung der Feuerwehren der Landkreise Amberg-Sulzbach und Schwandorf sowie der Stadt Amberg zuständig. Als innovativ gilt die Feuerwehr besonders im Bereich des Wechselladersystems. In Amberg ist ein „Löschzug Gefahrgut“ stationiert, der wie die Abrollbehälter zudem überregional angefordert werden kann. Ortsteilwehren befinden sich in Ammersricht, Gailoh, Karmensölden und Raigering. Die Freiwillige Feuerwehr Amberg war 2009 Ausrichter des Deutschen Jugendfeuerwehrtags (3.–6. September 2009).